# Aachener Heiligtumsfahrt

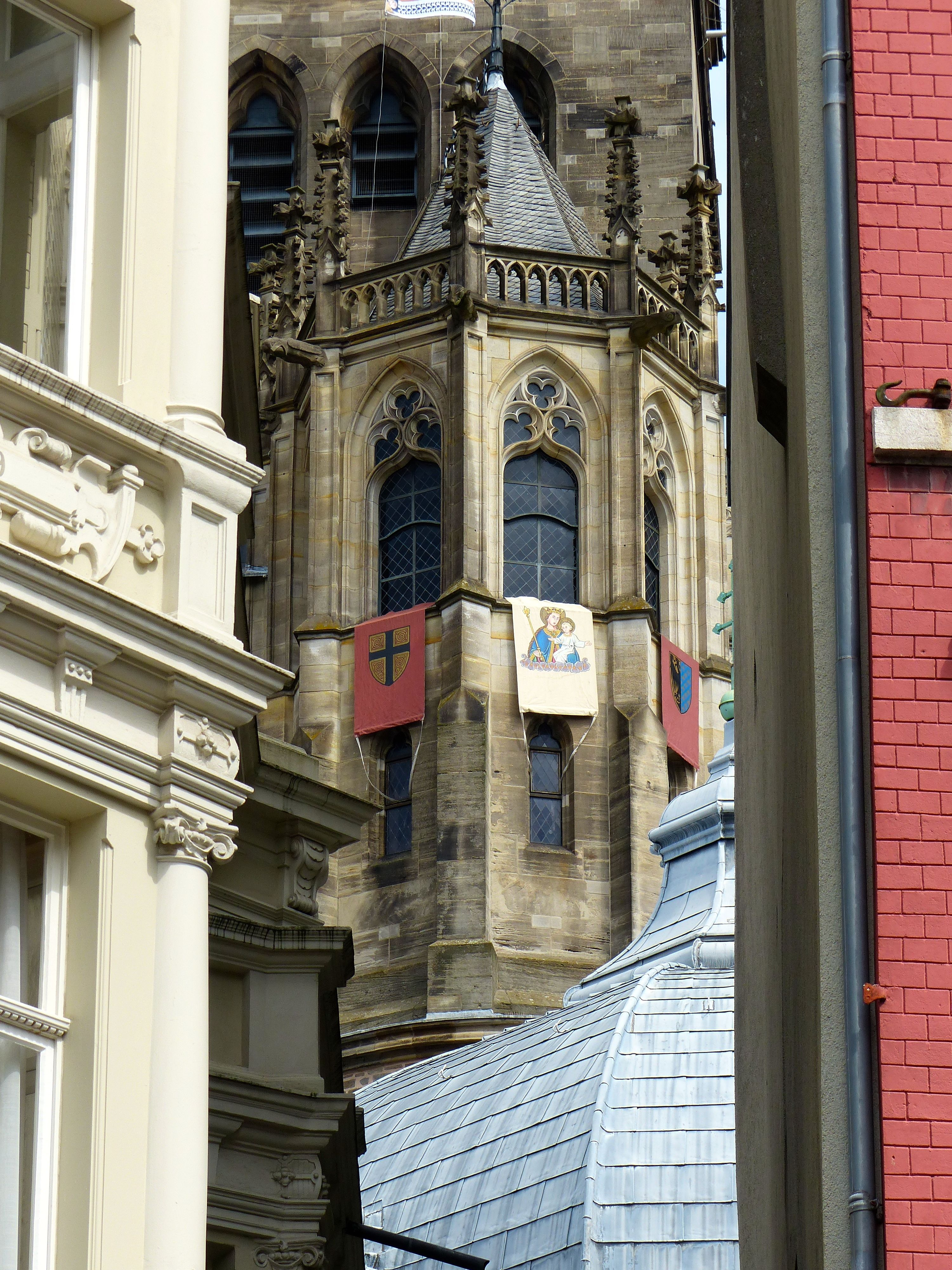
Fahnen- und …

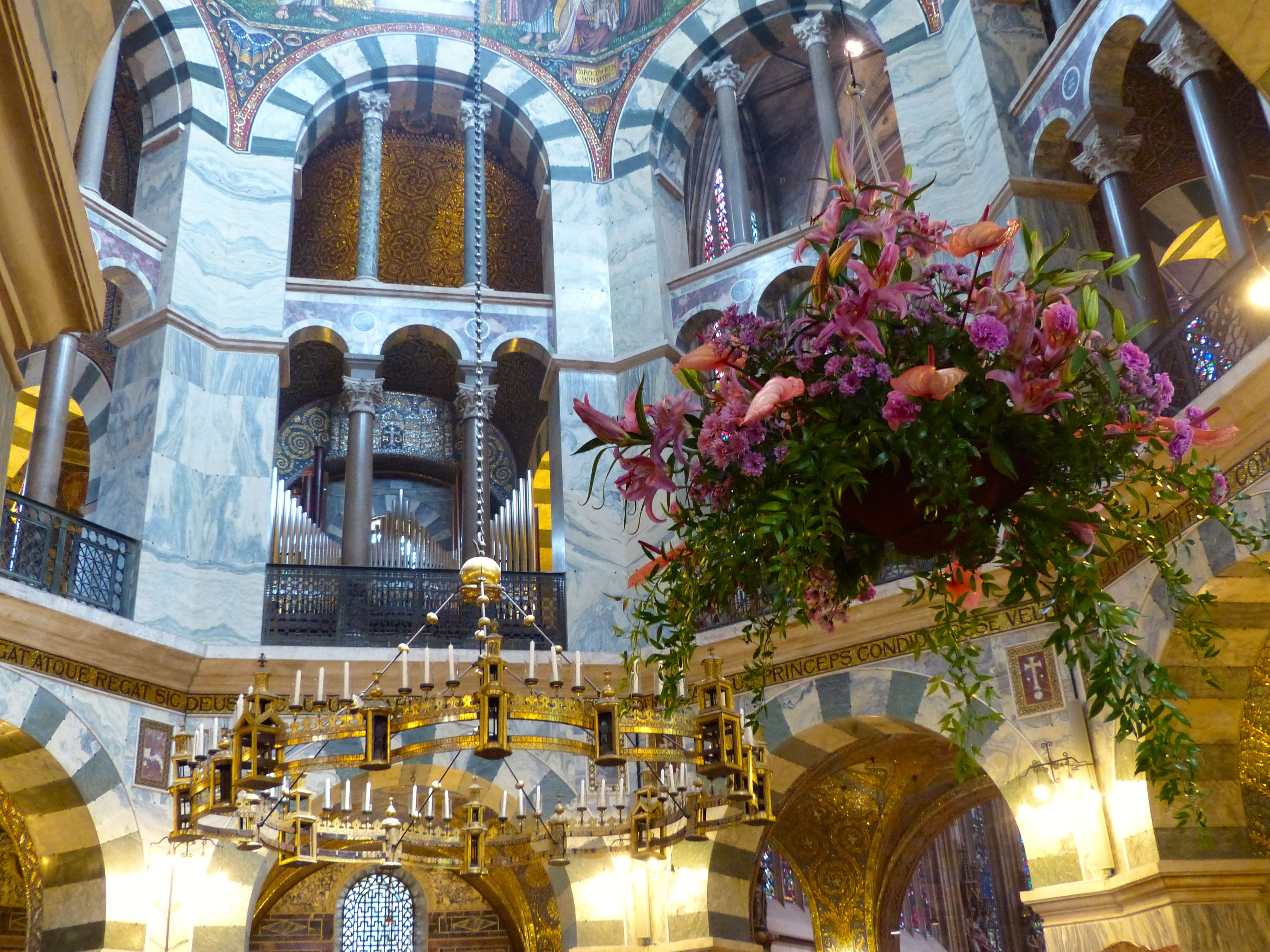
… Blumenschmuck zur Heiligtumsfahrt

Die Aachener Heiligtumsfahrt, auch Aachener Betefahrt oder Aachenfahrt genannt, bezeichnet die alle sieben Jahre stattfindende Pilgerfahrt zu den vier großen Aachener Heiligtümern aus dem staufischen Marienschrein, die zu diesem Ereignis im Aachener Dom und auf dem Katschhof gezeigt werden.
Die ersten Pilger kamen schon zu Zeiten Karls des Großen nach Aachen. Im Mittelalter entwickelte sich die Aachener Heiligtumsfahrt zur bedeutendsten Wallfahrt im deutschsprachigen Raum.:13 Zunächst stand nach der Heiligsprechung Karls des Großen der Karlskult und die Verehrung des Gnadenbildes im Mittelpunkt. Im Laufe des Mittelalters gewannen dann die textilen Reliquien an Bedeutung für die Aachener Wallfahrt.:14 Durch die Reformation im 17. Jahrhundert ging die Bedeutung zwar zurück und während der Aufklärung war sie sogar verboten, doch auch heute zieht die Aachener Heiligtumsfahrt noch zahlreiche Gläubige an. So wurden im Jahr 2014 circa 125.000 Pilger gezählt.

## Verlauf der Feierlichkeiten

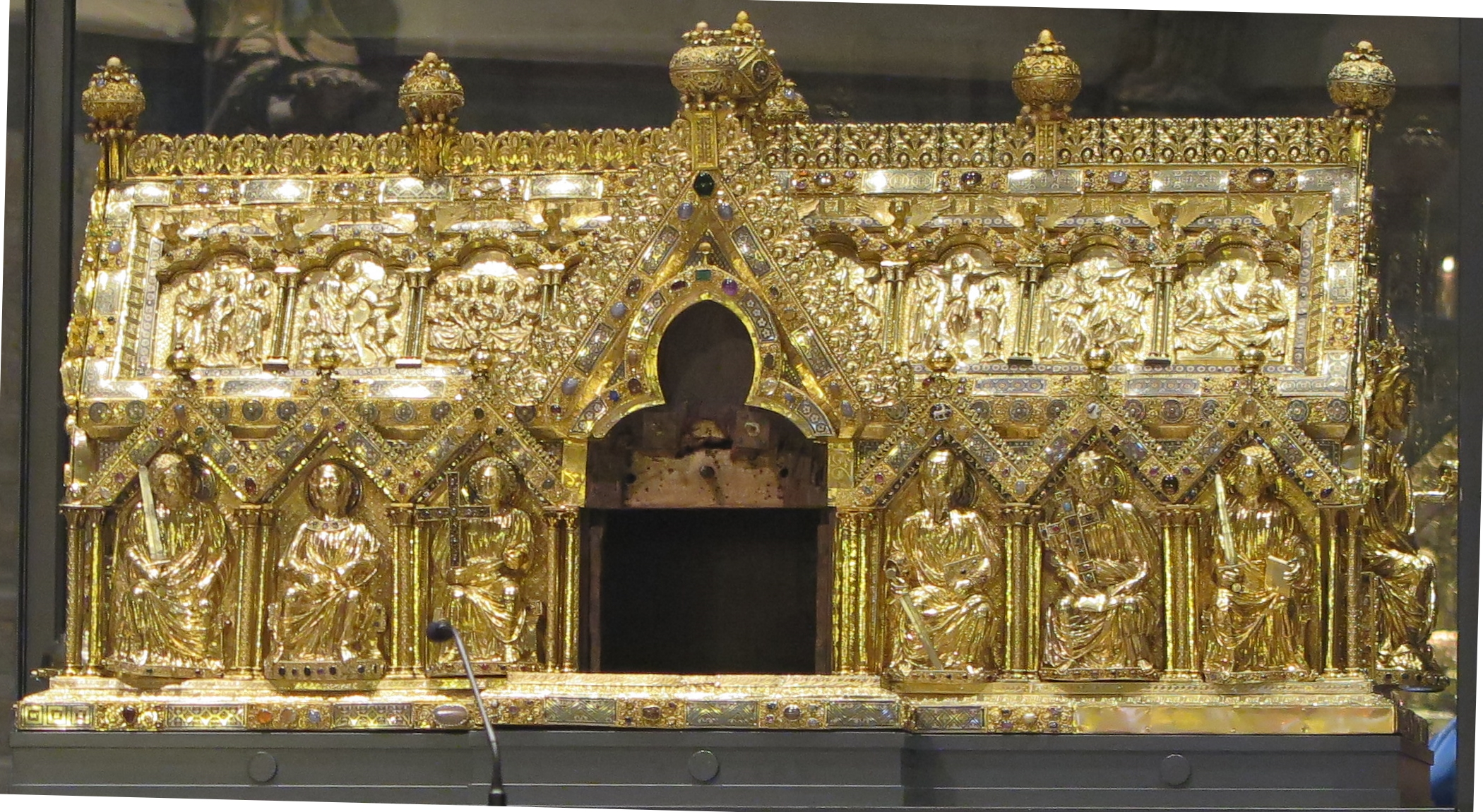
Der geöffnete Marienschrein

Die Feier der Heiligtumsfahrt nimmt in der Regel einen Zeitraum von zehn Tagen im Monat Juni ein und bietet ein mittlerweile breites Spektrum an Veranstaltungen unterschiedlichster Interessengruppen. Im Vordergrund stehen nach wie vor die mit den liturgischen Zeigungen der Reliquien, den sogenannten Heiltumsweisungen oder auch Heiltumsschauen, verbundenen feierlichen Gottesdienste im Dom und insbesondere die stark frequentierten, festlichen Pilgergottesdienste auf dem Katschhof. Zu den Feierlichkeiten werden stets zahlreiche höchste geistliche Würdenträger aus Deutschland, dem Vatikan und der Weltkirche zur Mitgestaltung und Teilnahme an der Liturgie eingeladen. Neben den schwerpunktmäßig kirchlichen Veranstaltungen wurden insbesondere im großen Jubiläumsjahr 2014 in Kooperation von Stadt, Bistum und Domkapitel umfassende kulturelle Rahmenprogramme mit Abendveranstaltungen, Konzerten, Workshops, Pilgerstammtischen und weiteren Optionen an zahlreichen Begegnungsstätten rund um den Dom angeboten.
Besonders würdig wird die Erhebungsfeier zu Beginn der Heiligtumsfahrt begangen, bei welcher im Rahmen einer feierlichen Pontifikalvesper der Marienschrein von zwei Goldschmieden der Aachener Gold- und Silberschmiedeinnung in Gegenwart der Gläubigen, des lokalen Episkopats, des Domkapitels und der zugereisten Geistlichen sowie nach altem Brauch des Rates der Stadt Aachen, dem seit der mittelalterlichen Einführung der Wallfahrt das sogenannte Kustodienrecht an der Aufbewahrung der Reliquien zukommt, geöffnet und mit mehreren Hammerschlägen das kostbare, kunstvoll gearbeitete Vorhängeschloss aufgebrochen wird. Dieses wird anschließend dauerhaft in der entsprechenden Sammlung der Aachener Domschatzkammer ausgestellt. Diese Vorhängeschlösser waren bis einschließlich 1881 noch ohne besondere Verzierung. Erstmals ab 1888 kreierte der Aachener Stiftsgoldschmied Bernhard Witte Schlösser mit Schmuck oder Wappenbildern, um diesen eine besondere Bedeutung zu verleihen.
Nach Öffnung des Schreins erfolgen eine erste liturgische Verehrung und die Zeigung der Tücher durch einige der Domkapitulare. Nach altem Brauch wird nach der Reliquienschau das Protokoll über den Verlauf der Eröffnungsfeier durch den Oberbürgermeister verlesen. Den Abschluss bildet der feierliche Auszug, bei dem die Hymne der Stadt Aachen – das Urbs Aquensis – erklingt.
Im Rahmen der Heiligtumsfahrt werden die dem Marienschrein entnommenen Reliquien außerhalb der entsprechenden rituellen Zeigungen zu festen Zeiten in der Chorhalle des Doms in vier gläsernen Vitrinen der Öffentlichkeit und damit insbesondere den Pilgern als der primären Adressatengruppe präsentiert. Nach jeder Zeigung werden die Heiligtümer traditionell in der sogenannten Wappentruhe des Richard von Cornwall, einem im Jahre 1258 in Limoges aus Zedernholz gefertigten und mit zahlreichen kupfernen Medaillons in Form von getriebenen und emaillierten Wappenbeschlägen gestalteten Werk, geborgen.
Bei der Verschließungsfeier am Ende der Heiligtumsfahrt werden die Tuchreliquien wieder in den Marienschrein verbracht und ein neues Schloss wird angebracht, dessen Schlüssel danach rituell von zwei Goldschmiedemeistern zersägt wird. Dem Kustodienrecht gemäß erhält das Domkapitel den Schlüsselkopf, der Stadtrat hingegen den Schlüsselbart.

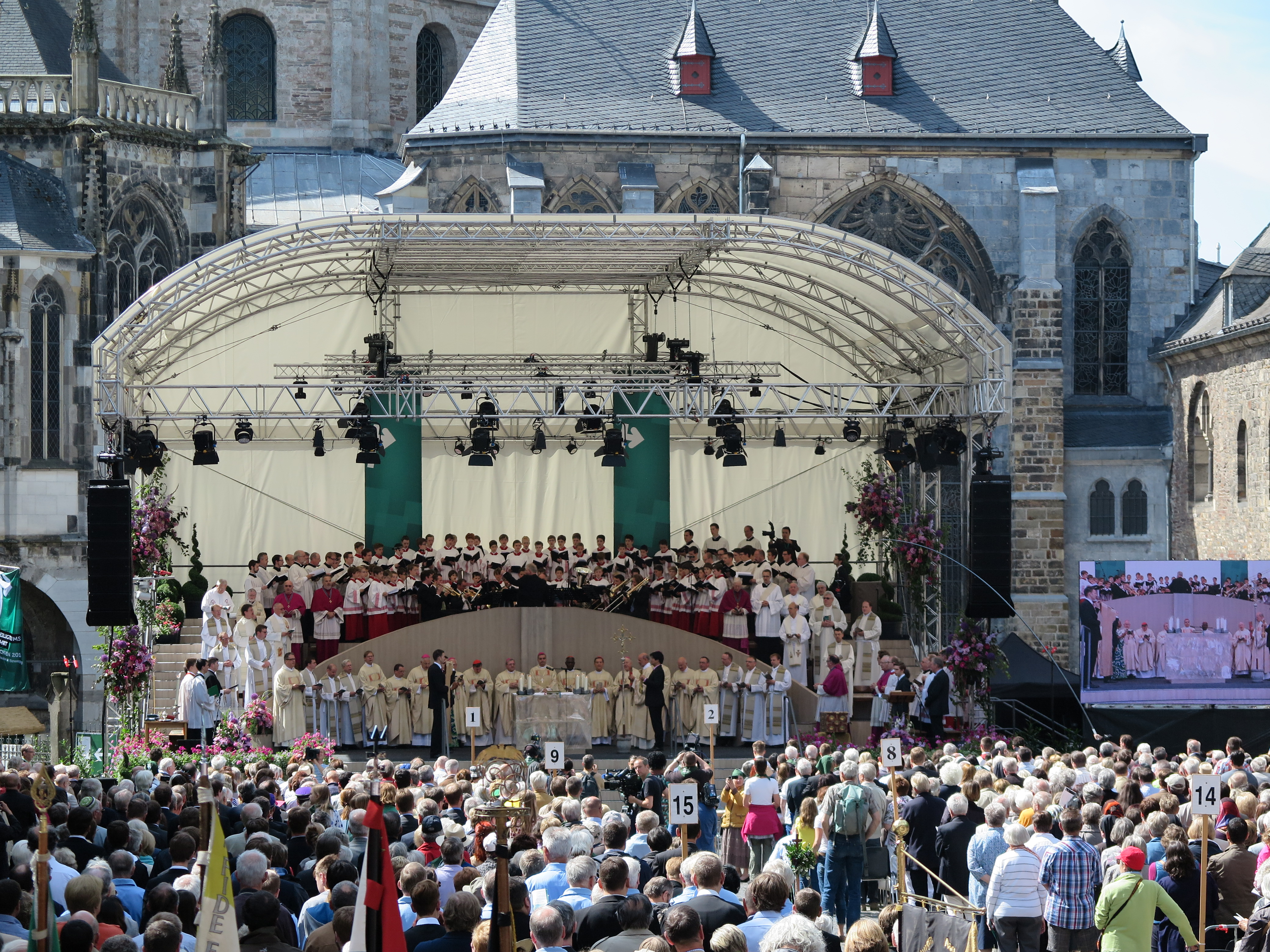
Pilgergottesdienst
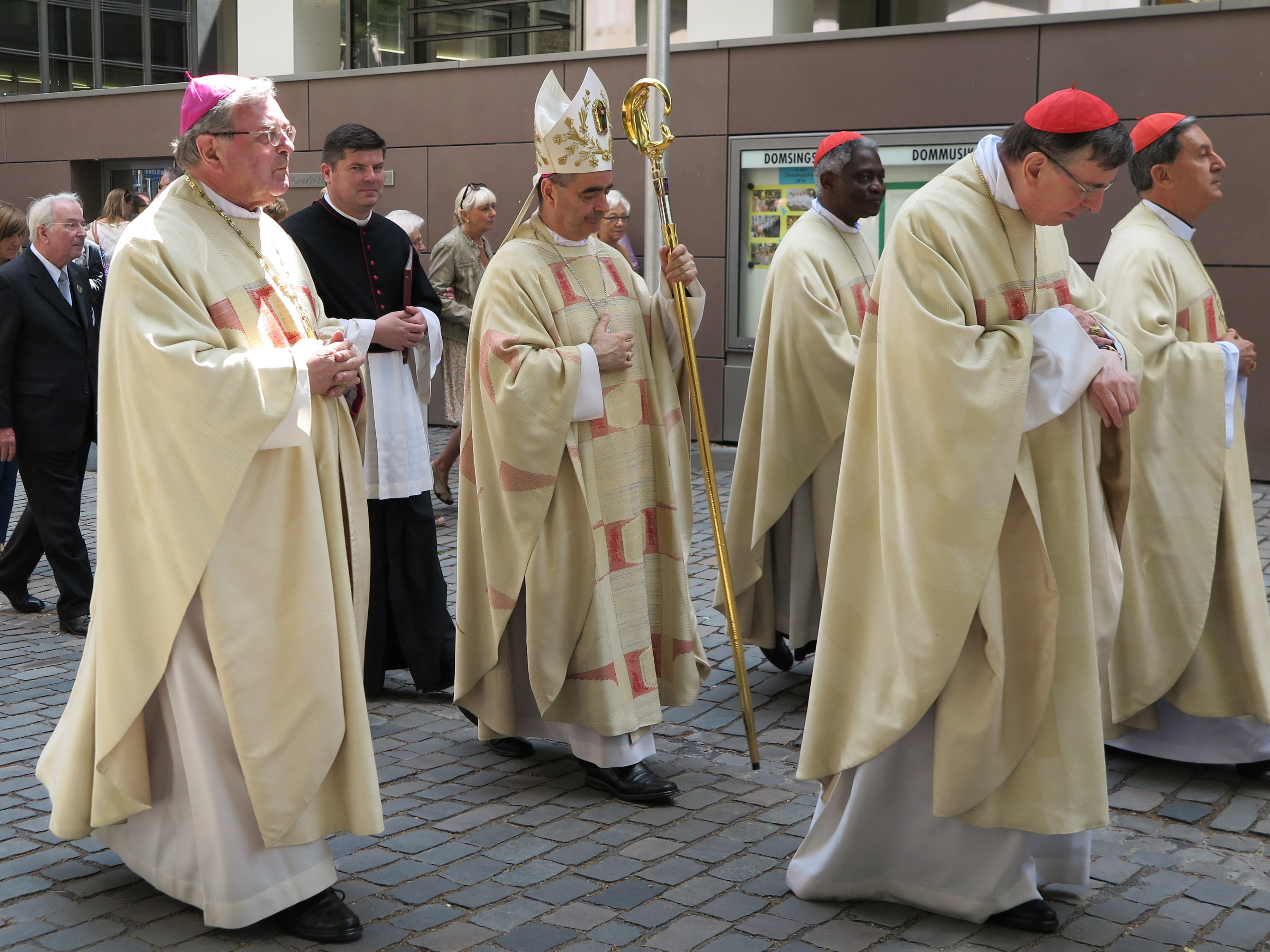
Auszug aus einem Pilgergottesdienst. Von links nach rechts: Diözesanbischof Heinrich Mussinghoff, Apostolischer Nuntius in Deutschland Nikola Eterović, Peter Kardinal Turkson, Kurt Kardinal Koch und Rubén Kardinal Salazar Gómez
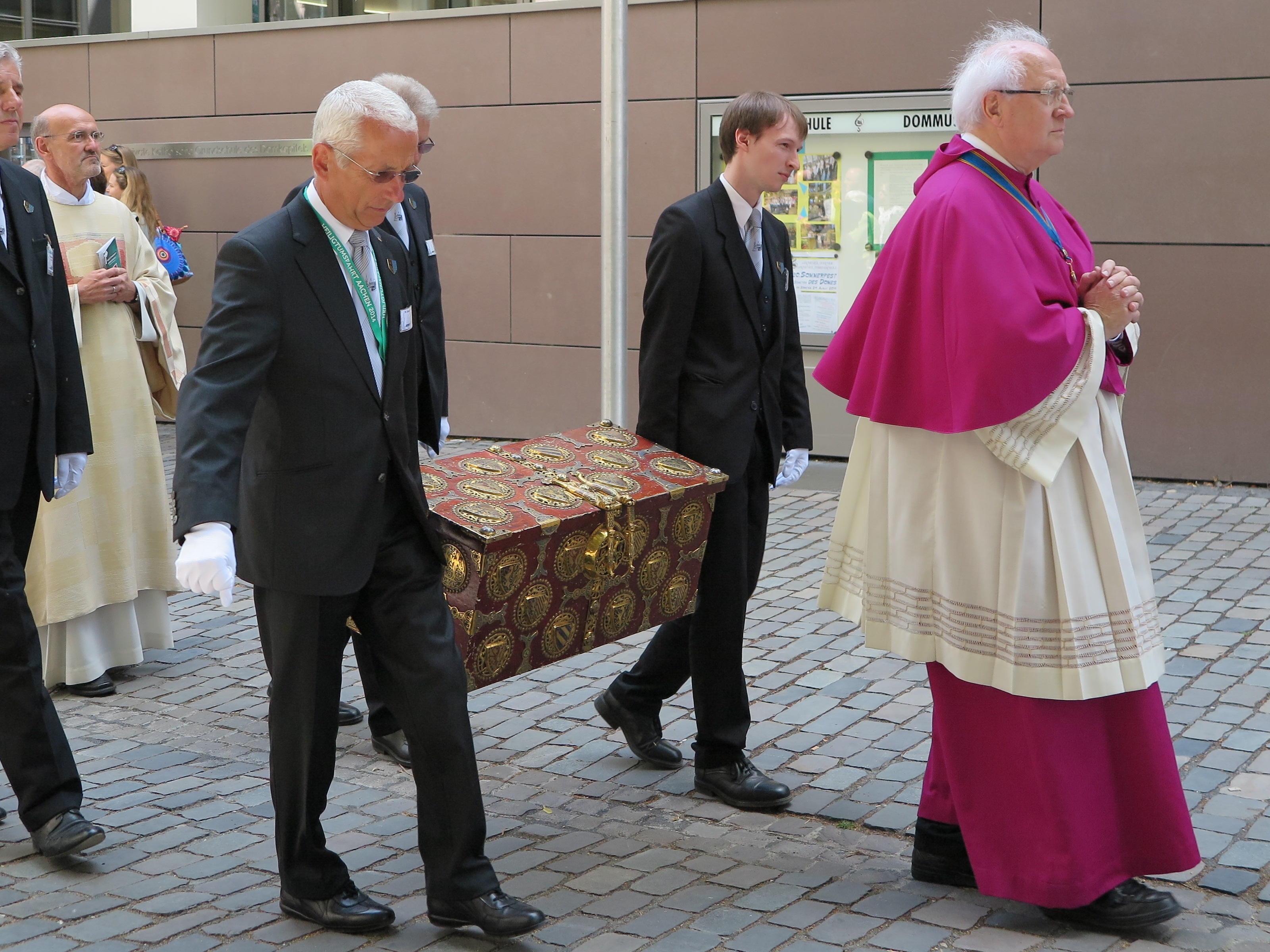
Transport der Heiligtümer in der Wappentruhe des Richard von Cornwall

## Heiligtümer
Die Aachener Heiligtümer fanden vermutlich schon unter Karl dem Großen ihren Weg nach Aachen. Die fränkischen Reichsannalen berichten, dass zur Einweihung der Pfalzkapelle im Jahr 799 ein sagenhafter Reliquienschatz aus Jerusalem übersandt wurde.
Die vier textilen Aachener Heiligtümer werden als Berührungsreliquien angesehen, bei denen sich die Kraft der verehrten Personen – in Aachen Christus und Maria – auf die Stoffe übertragen haben soll. Erst 1237 bis 1239 wurde anlässlich der Erstellung und Einweihung des neuen Marienschreins bekannt, was die bis dahin verwendete karolingische Reliquienlade konkret enthielt.

### Die vier „großen“ Heiligtümer

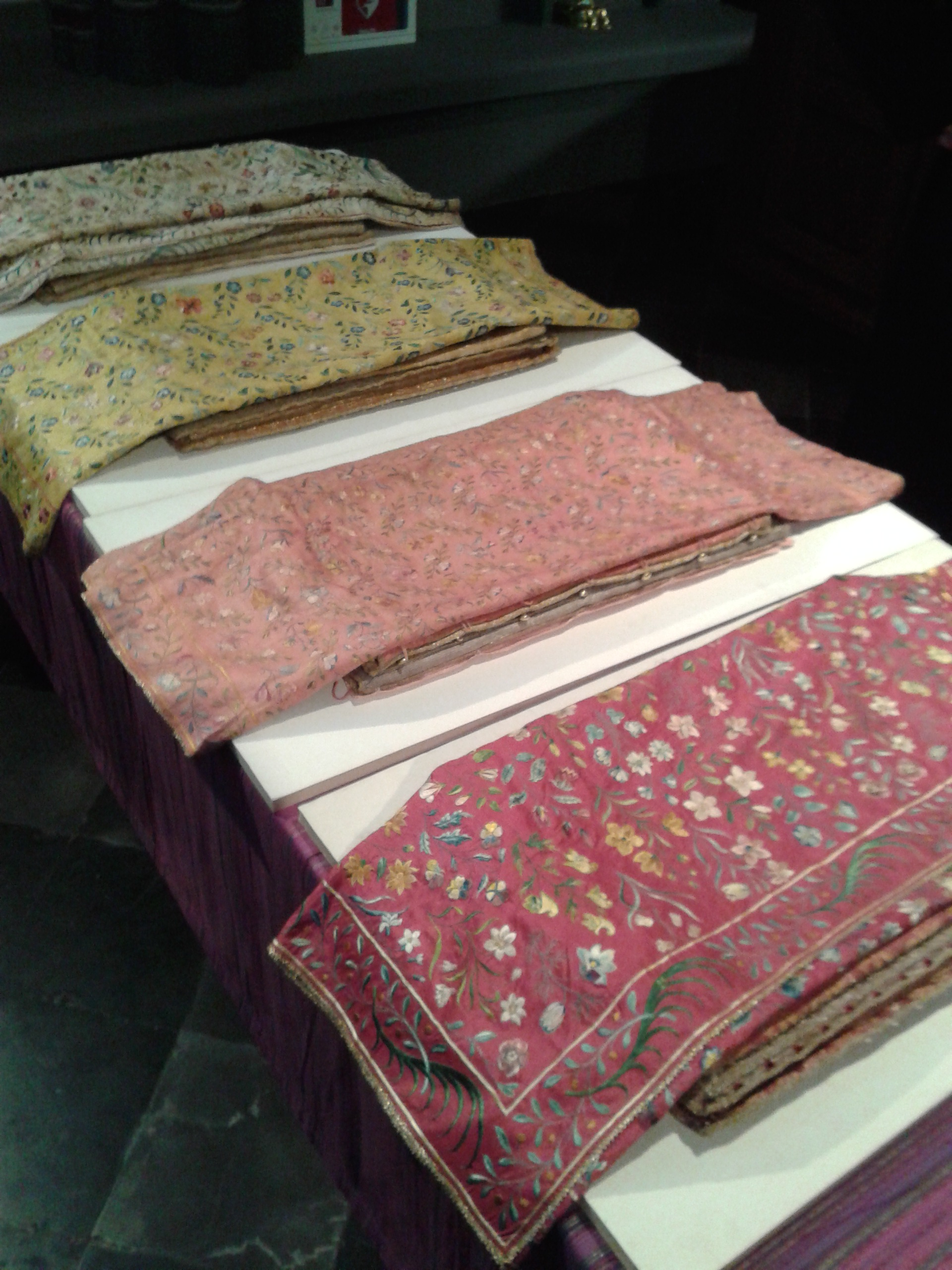
Schmucktücher sowie die inneren und äußeren Bursen zur Aufbewahrung der Reliquien

Als die vier großen Aachener Heiligtümer bezeichnet werden
- das Kleid Mariens
- die Windeln Jesu,
- das Lendentuch Jesu und
- das Enthauptungstuch Johannes des Täufers.[11]

Sie werden im Marienschrein aufbewahrt, der sich in der gotischen Chorhalle des Aachener Domes befindet. Jede der Reliquien ist mit einem farbigen Seidenband umwickelt, dessen Farbe die Reliquie repräsentiert. Im Anschluss an die Heiligtumsfahrt wird die Reliquie in ein sieben Meter langes Seidentuch gelegt. Die Schmucktücher und die inneren und äußeren Bursen, die 1629 von Isabella Clara Eugenia von Spanien dem Aachener Marienstift geschenkt wurden, umhüllen zusätzlich zum Schutz die Heiligtümer. Eingeschlagen in Seidenpapier werden die Reliquien erneut mit den jeweiligen farbigen Seidenbändern umwickelt, die anschließend versiegelt werden. Nachdem die so verpackten Heiligtümer in den Marienschrein zurückgelegt sind, wird der Schrein mit einem Schmuckschloss versiegelt und das Schloss mit Blei ausgegossen.:38
Eine wissenschaftliche Untersuchung in den 1980er Jahren soll die Herkunft der Stoffe aus der Spätantike festgestellt haben. Genauere Datierungen von Stoffproben, z. B. nach der Radiokarbonmethode, werden aus Rücksicht auf die Unversehrtheit der Objekte nicht erwogen. Die Frage nach der Echtheit der Textilien wird vom Bistum Aachen nicht in den Vordergrund gestellt; vielmehr seien der symbolische Gehalt und Verweis auf die biblischen Erzählungen durch die Tuchreliquien als haptischer Bezugs- und Orientierungspunkt für den Gläubigen der eigentliche Sinn der Verehrung.

Die Aachener Heiligtümer
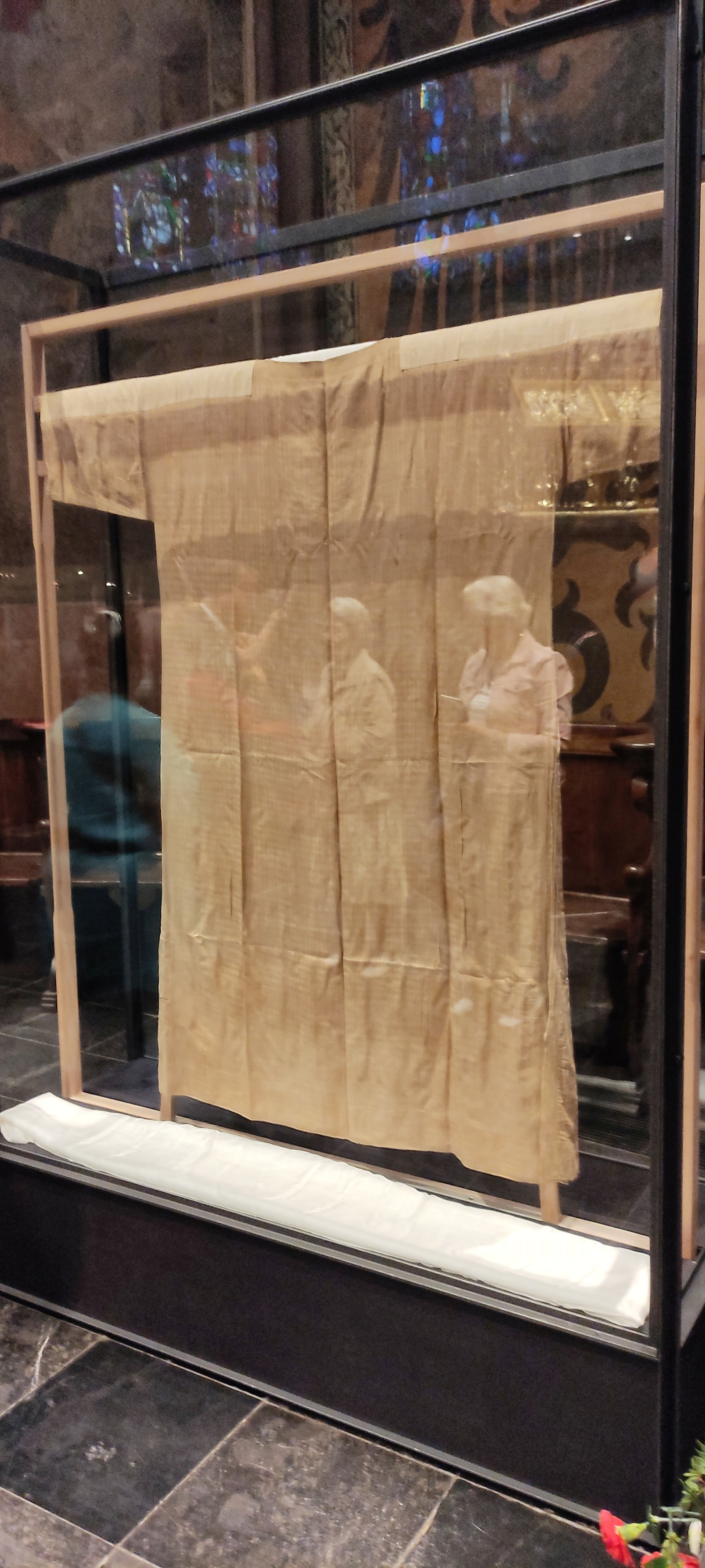
Kleid Mariens
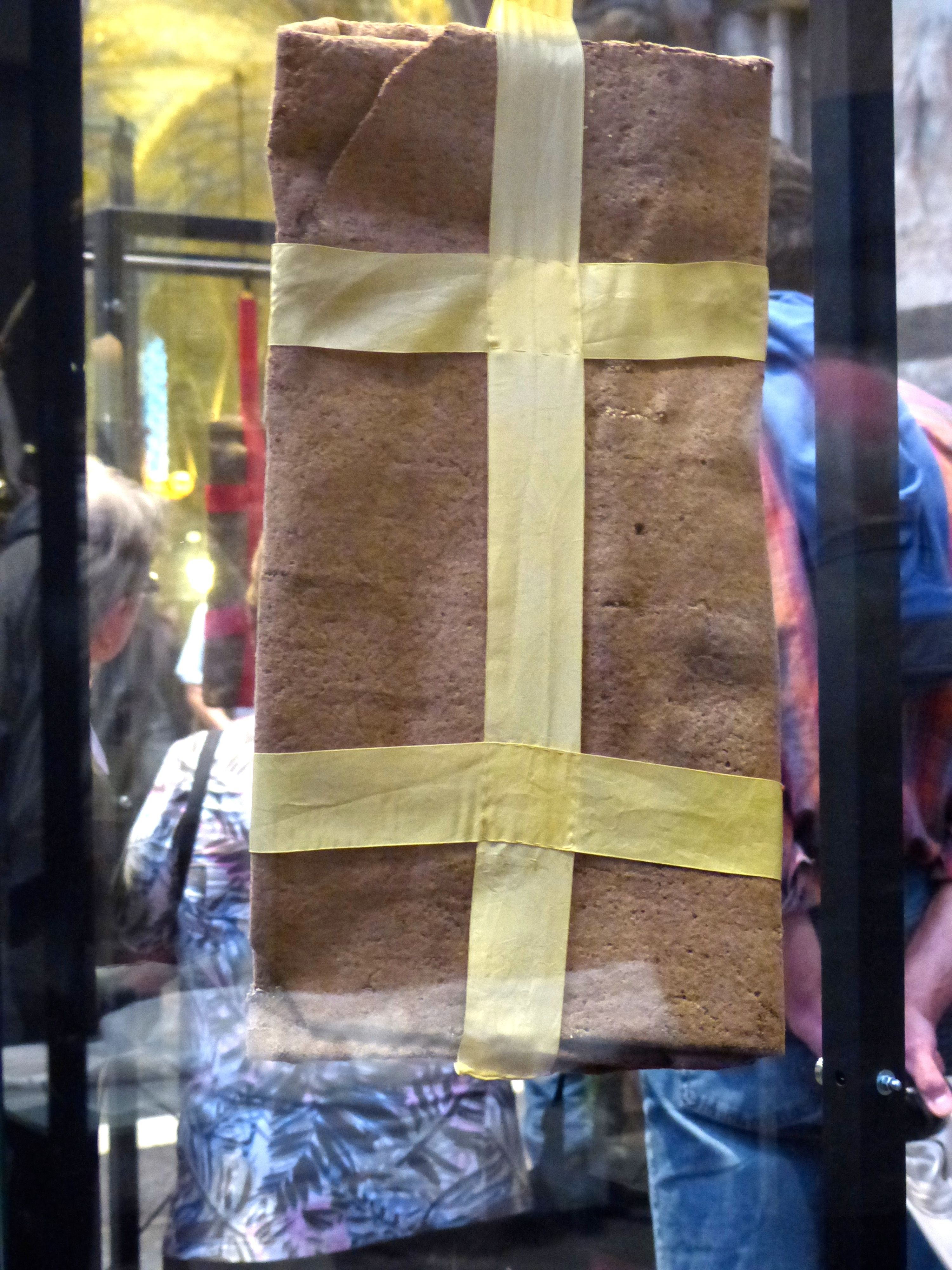
Windeln Jesu
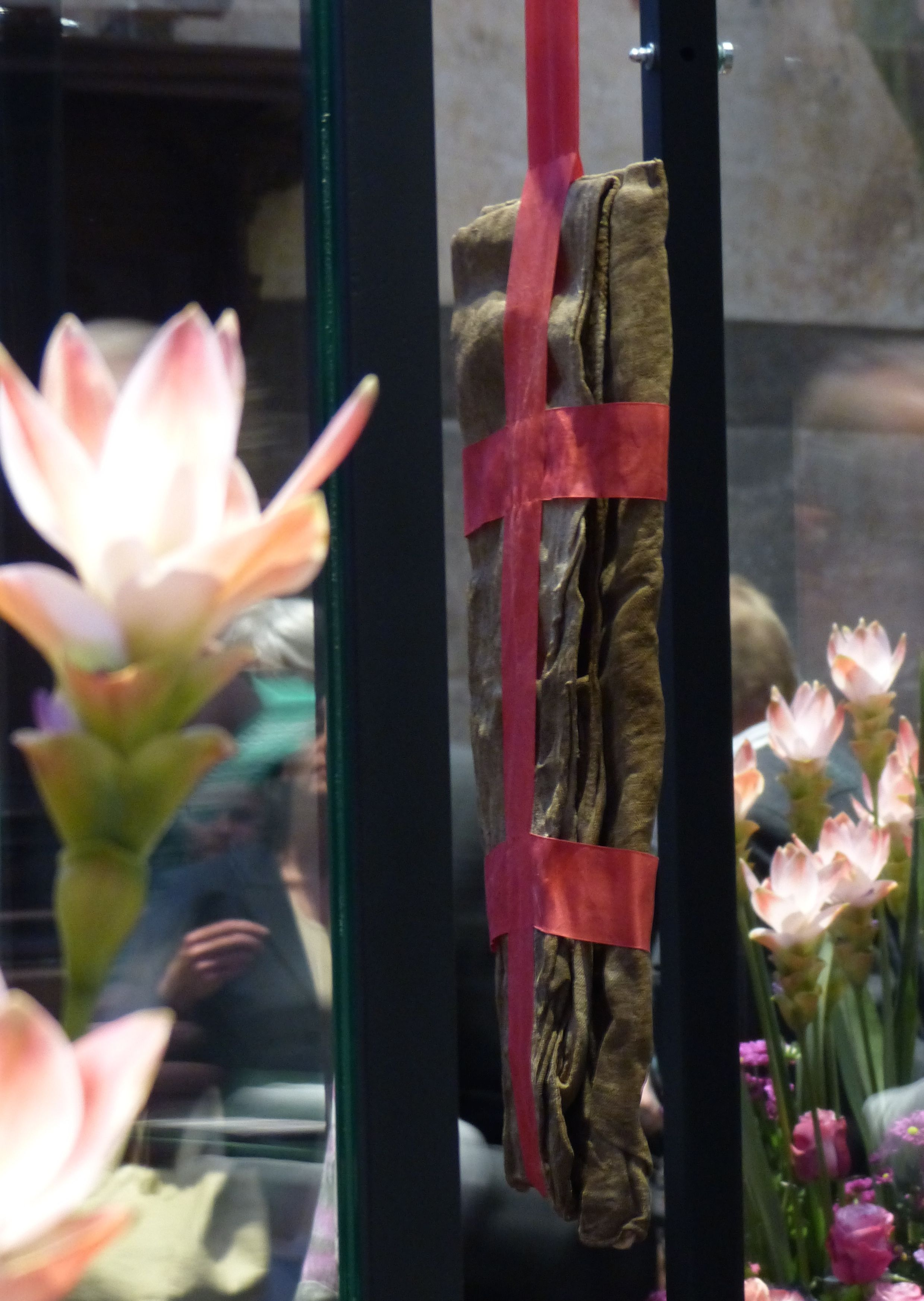
Lendentuch Jesu
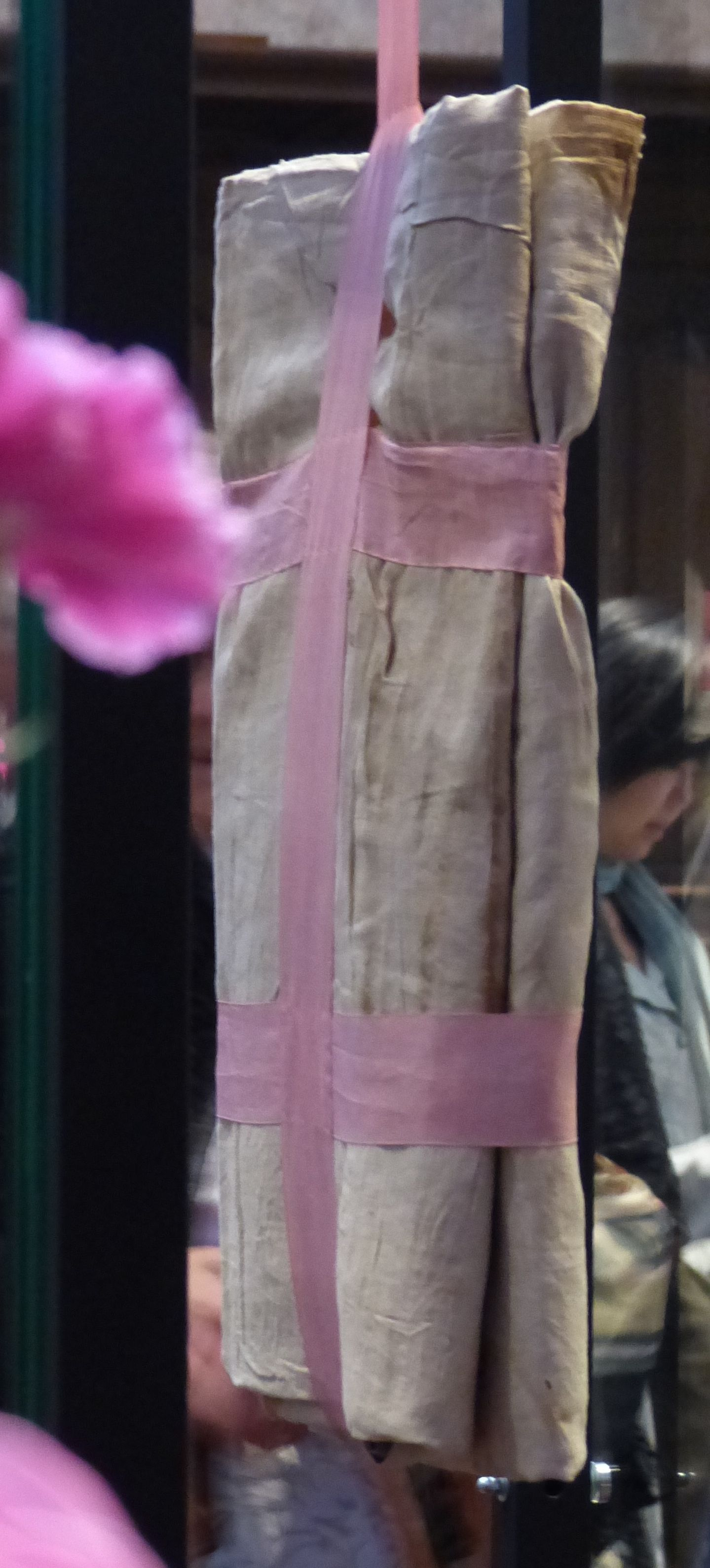
Enthauptungstuch Johannes des Täufers
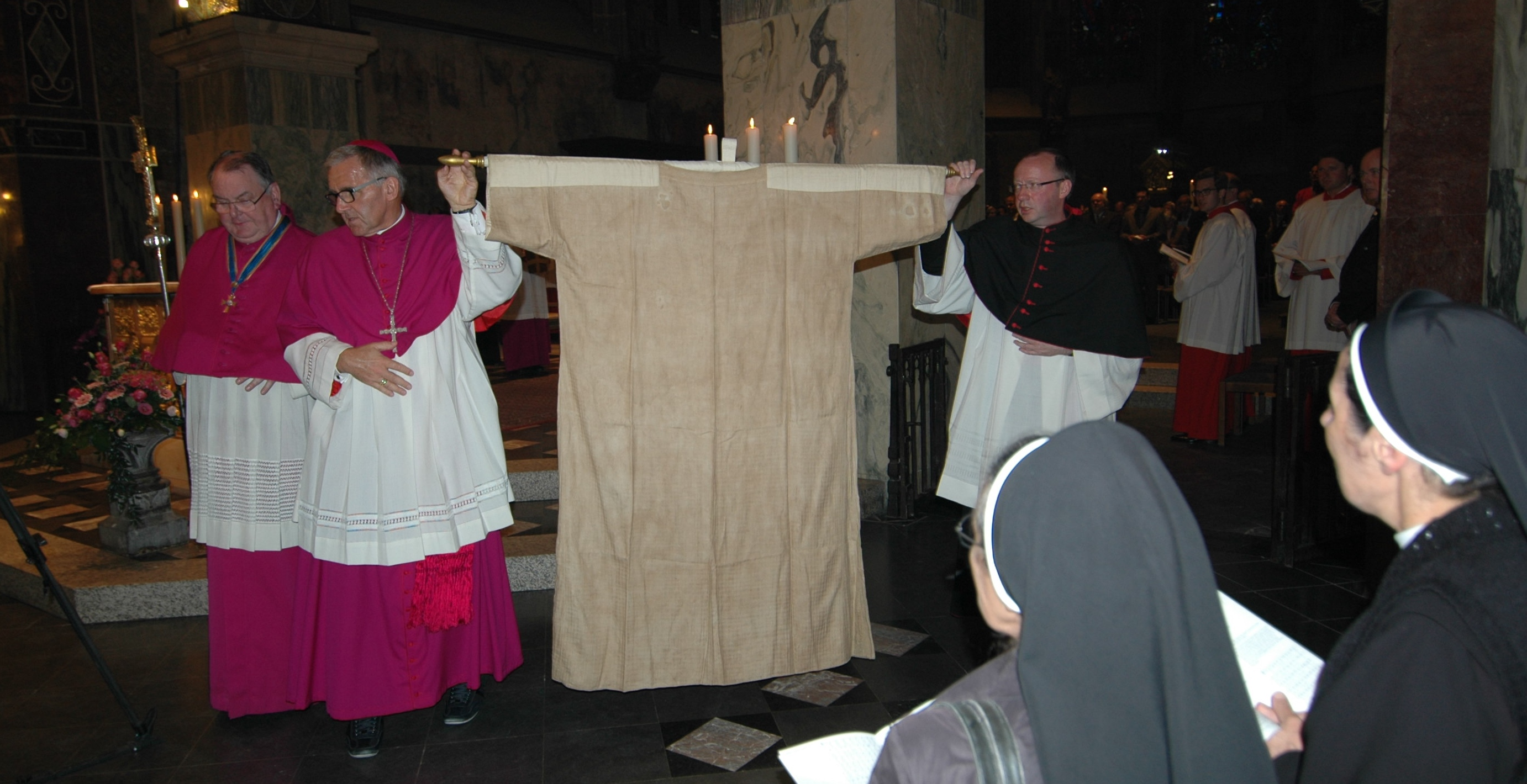
Zeigung des Marienkleids
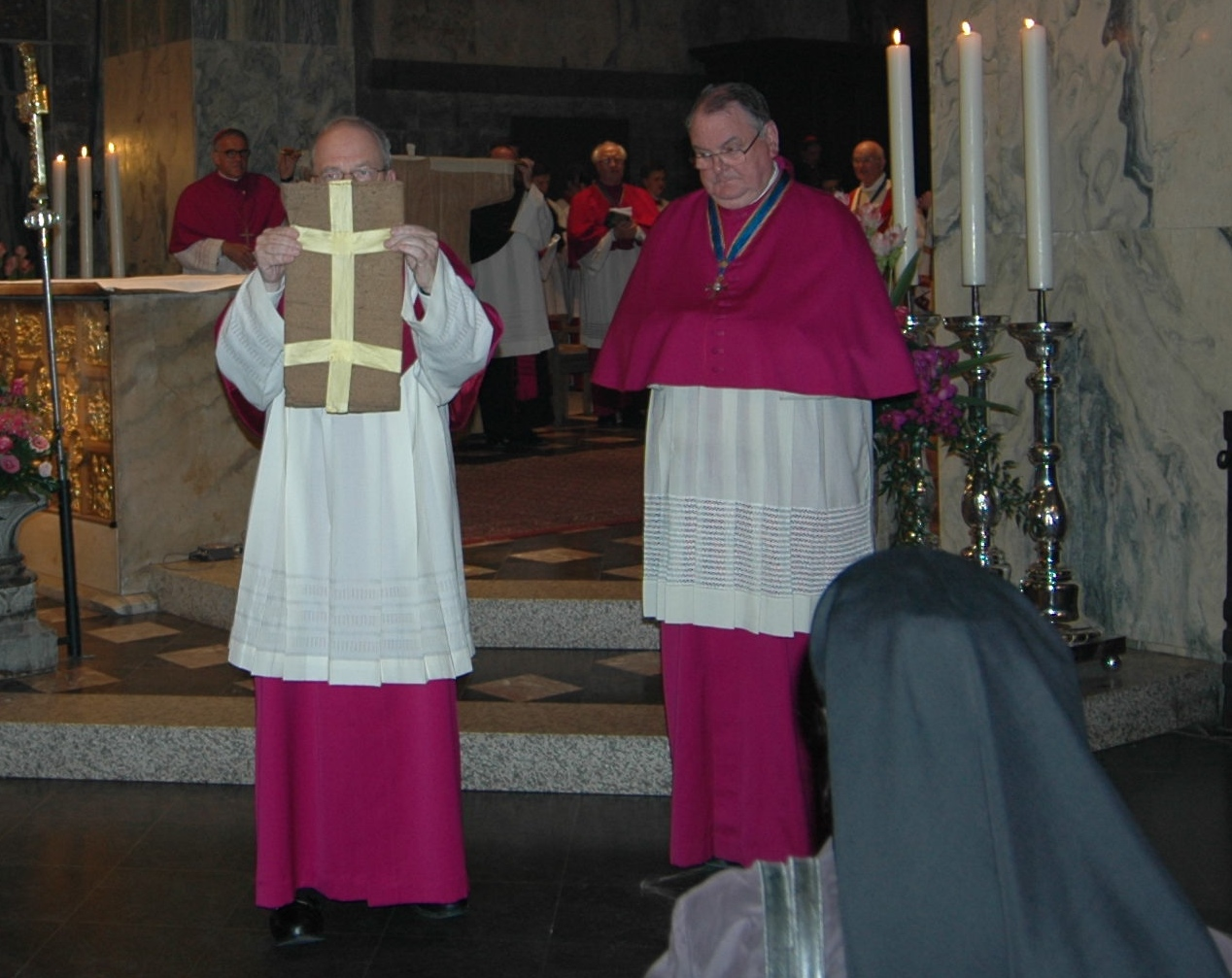
Zeigung der Windeln
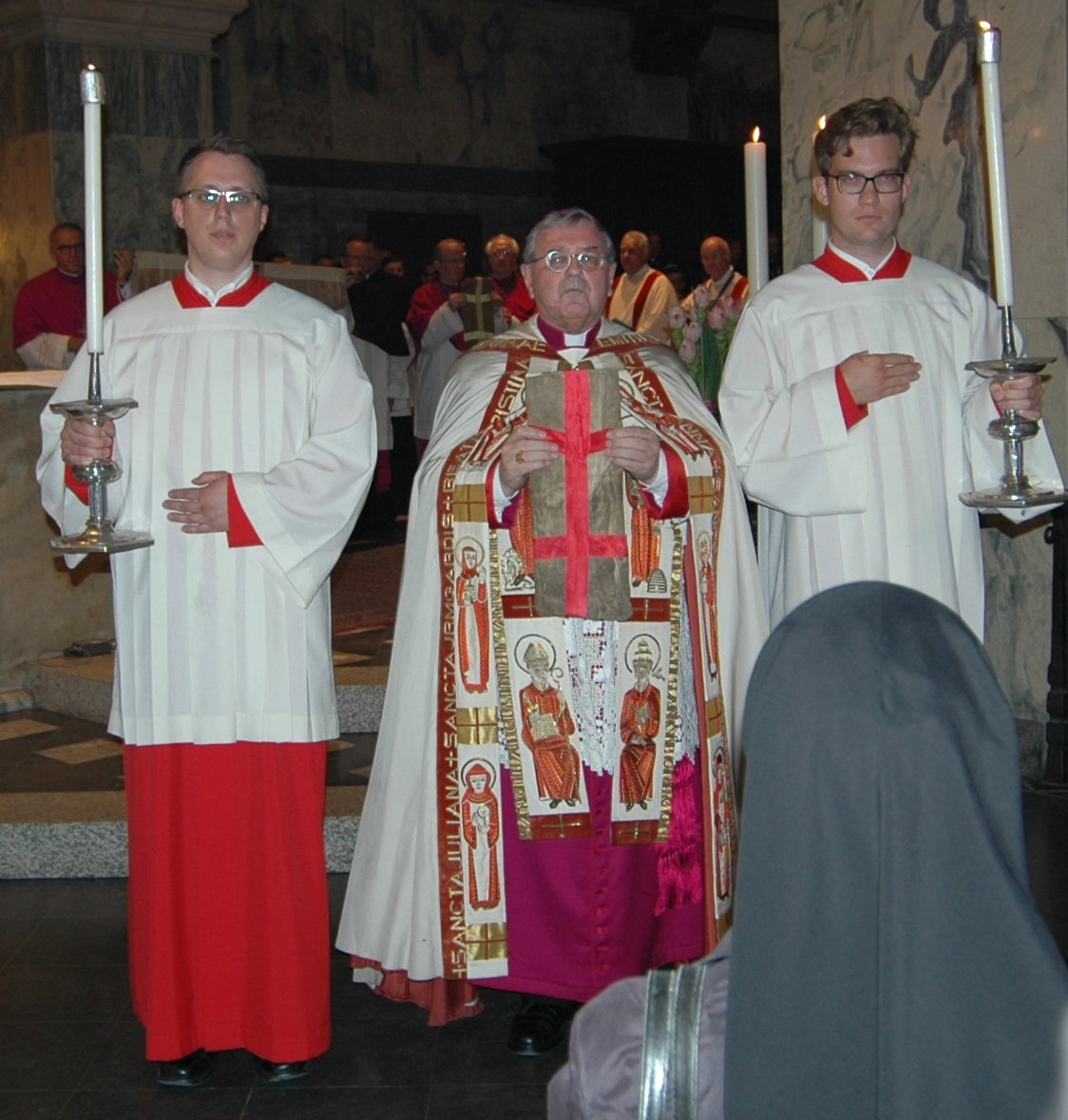
Zeigung des Lendentuchs
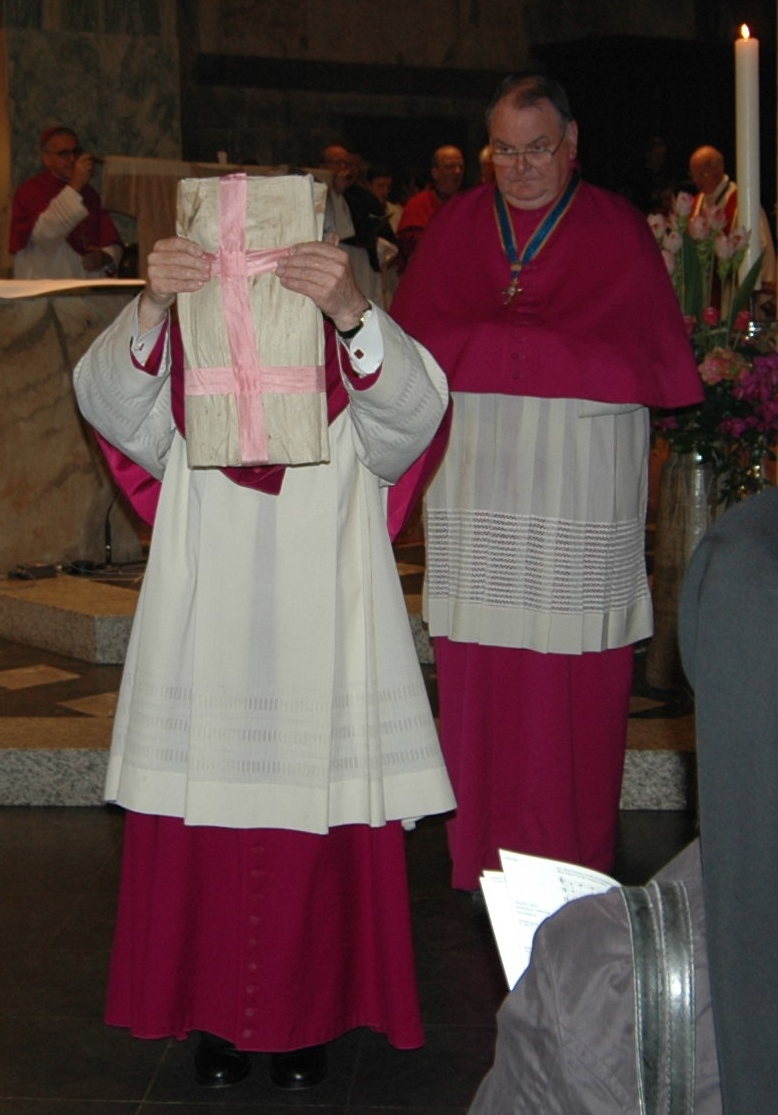
Zeigung des Enthauptungstuchs

#### Kleid Mariens
Das Kleid Mariens wird bis heute bei der Heiligtumsfahrt als einzige der Aachener Textilreliquien ohne schützende Umhüllung gezeigt. Das weite naturfarbene Leinenkleid besitzt zwei unterschiedlich lange Ärmel. Das Kleid ist 153 cm hoch und mit ausgelegten Ärmeln 132 cm breit. Im Bereich des linken Ärmels wurden Stoffstreifen abgeschnitten und unter anderem nach Hildesheim als Reliquien übersandt. Der Stoff, der nach neueren Untersuchungen zwischen 400 und 750 n. Chr. angefertigt wurde,:28 befindet sich bis auf Spuren der Faltung und einige gestopfte Stellen in einem guten Zustand.
Über die Herkunft des Kleides wird seit dem 5. Jahrhundert berichtet, dass Maria den Jünger Johannes beauftragt hatte, ihre Kleider an fromme Nachbarn zu verteilen. Im Jahr 451 wurde das Kleid, das in einer Truhe bei einer frommen Frau in Galiläa aufbewahrt wurde, von zwei auf einer Pilgerreise befindlichen Männern entwendet und nach Konstantinopel verbracht. Leo I. ließ für das Kleid in der Marienkirche von Blachernai einen Anbau errichten und ihn reichlich ausstatten. Aus Furcht vor Plünderung und Entweihung des Heiligtums durch persische Truppen wurde das Kleid in die Hagia Sophia gebracht, von wo aus es um 800 an Karl den Großen gesandt wurde. Das Kleid Mariens wird in Aachen durch die symbolische Farbe Weiß charakterisiert.:15

#### Windel Jesu
Die Windel Jesu wird in älteren Publikationen und Darstellungen auch als Botzen des heiligen Joseph (Josefshosen) bezeichnet. Der braune, derb gewalkte Wollstoff soll von Licinia Eudoxia um 445 in Jerusalem erworben worden sein. Nach der vorläufigen Beisetzung der Reliquie in einer Marienkirche in Konstantinopel wurde der Stoff später geteilt und ein Teil nach Rom und einer als Geschenk an Karl den Großen weitergegeben.:17
Neuere Untersuchungen an der Textilreliquie haben eine altersmäßige Datierung zwischen dem 5. Jahrhundert und der ersten Hälfte des 7. Jahrhunderts bestätigt.:28 Die Windel Jesu (Größe: 68 cm hoch, 94 cm größte Breite) ist durch die symbolische Farbe Gelb gekennzeichnet und demzufolge mit gelben Seidenstoffen und -bändern umwickelt.

#### Lendentuch Christi
Das grobe, blutbefleckte Leinentuch soll Jesus Christus am Kreuz getragen haben. Wann die textile Reliquie, die mit roten Seidenbändern umwickelt ist, nach Aachen gelangte, ist weitgehend unbekannt. Ob es schon zum Reliquienschatz Karls des Großen gehörte, der bekanntlich um das Jahr 800 Reliquien von der Geburt und dem Tod Jesu geschenkt bekommen hatte, kann nicht mit Bestimmtheit gesagt werden. Als gesichert gilt, dass es sich um 1095 nicht mehr bei den anderen Grabtüchern in Konstantinopel befunden haben soll.:21 Das 127,5 cm hohe und unten 151 cm breite, zusammengefaltete Tuch ist mit drei roten Seidenbändern umwickelt. Traditionell wird das Lendentuch bei der Heiligtumsfahrt erkrankten Pilgern aufgelegt.

#### Enthauptungstuch Johannes des Täufers
Das aus feinem Damast gefertigte, blutbefleckte Tuch gelangte schon zur Zeit Pippins des Jüngeren in fränkischen Besitz. Aufgrund der Blutflecke kann davon ausgegangen werden, dass es sich bei der textilen Reliquie um ein Leichentuch handelt.:35 Über die Herkunft des viereckigen Stoffes wird berichtet, dass das mit dem Tuch bedeckte Haupt von Johannes zunächst im Palast von Herodes begraben wurde. In der zweiten Hälfte des 4. Jahrhunderts soll es dann von Mönchen aufgefunden und nach Makedonien verbracht worden sein. Unter Theodosius I. erfolgte die Überführung des Tuches nach Konstantinopel in eine Johannes dem Täufer gewidmete Kirche. Der Patriarch von Alexandrien schenkte das Tuch einem Bischof, der die Reliquie dem fränkischen König überbrachte.:19f. In Aachen ist das 282,2 × 131,5 cm große, zusammengefaltete Tuch mit rosafarbenen Seidenbändern umwickelt und wird in rosafarbenen Seidentüchern im Marienschrein aufbewahrt.

### Die drei „kleinen“ Heiligtümer

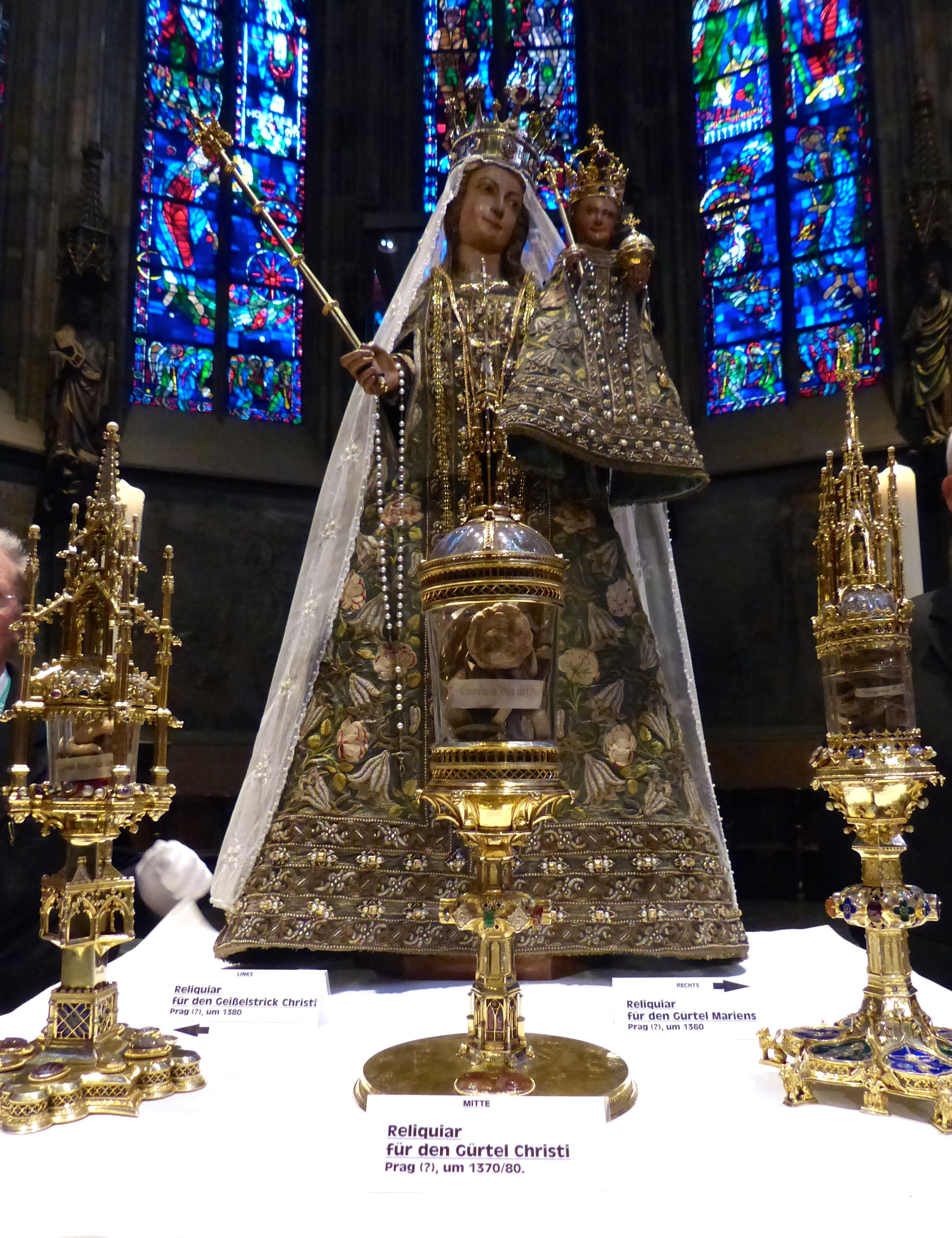
Die „kleinen“ Aachener Heiligtümer, dahinter das Aachener Gnadenbild (rhein-/maasländisch, ursprünglich 14. Jahrhundert) aus dem Oktogon des Aachener Doms

Neben den vier textilen Reliquien werden seit dem Spätmittelalter während der Heiligtumsfahrt drei weitere, in Ostensorien aufbewahrte Reliquien gezeigt. Die Ostensorien wurden im 14. Jahrhundert in einer Goldschmiedewerkstatt in Prag angefertigt und gelangten durch eine Schenkung von Karl IV. nach Aachen. Die Reliquien selbst werden als der Gürtel Mariens, der Gürtel Christi und der Geißelstrick Christi angesehen. Sie stammen aus dem Reliquienschatz Karls des Großen und kamen im Jahre 799 durch einen Mönch als Geschenk des Patriarchen von Jerusalem nach Aachen.:22

### Kustodienrecht
Das Kustodienrecht (von lateinisch custos ‚Wächter‘, vgl. Kustos), auch Konkustodienrecht genannt, darf in der seit Jahrhunderten in Aachen vollzogenen Form als in Europa einmalig gelten. Demzufolge sind die Stadt Aachen als weltliche und das Domkapitel bzw. früher das Stiftskapitel als geistliche Instanz seit über sechs Jahrhunderten für die Verwahrung der Heiligtümer gemeinsam und gleichberechtigt verantwortlich. Das zu Bewahrende bestand zuvor in den Krönungsinsignien des Richard von Cornwall, der 1262 die Schenkung und das Mitaufbewahrungsrecht der Stadt proklamierte. Da diese Insignien bei den Reliquien lagerten, zog die Stadt daraus den Schluss, gleichfalls ein entsprechendes Recht an den Heiligtümern zu besitzen. Dass die in Aachen vorhandenen Heiligtümer nicht nur religiös von überragender Bedeutung waren, sondern auch eine machtpolitische und wirtschaftliche Komponente besaßen, zeigt sich in der Geschichte der Heiligtumsfahrt: Prägend für die Entwicklung Aachens als Krönungsstadt und Pilgerzentrum, somit auch für die wirtschaftliche Entwicklung, war dem Magistrat der Stadt viel daran gelegen, Kontrolle an den Vorgängen um die Heiligtümer zu erlangen und zu bewahren.
Nachdem die Heiligtümer im Jahre 1239 in den zur Öffnung anfänglich ungeeigneten Marienschrein übertragen worden waren, umgab man ihn später mit einem hölzernen Schutzkasten, der jedoch über die Jahre litt und aus Sicht der Stadt nicht genügend Sicherheit bot, was zu Streitigkeiten zwischen Kapitel und Stadtrat führte. Der Streit eskalierte im Jahre 1419, als das Stift der Aufforderung der Stadt nach der Anfertigung eines angemessenen Aufbewahrungsbehältnisses nicht nachkam.:32 In der Folge wurde das Kapitel in einem als Laudum bezeichneten urkundlichen Urteil des Herzogs Adolf von Jülich vom 13. Juni 1425 zur Anfertigung eines kupfernen Kastens zum Schutze der Reliquien verpflichtet. Zugleich wurde dem Bürgermeister, den Schöffen und dem Rat der Stadt das Recht zuerkannt, bei der Öffnung und Verschließung des Schreins anwesend zu sein und den für die Öffnung vorgesehenen Goldschmied mit zu bestimmen sowie diesem den Eid abzunehmen.
In Ermangelung eines entsprechenden Kupferkastens bis zum Jahre 1680 kam es jedoch zu weiteren Auseinandersetzungen, auch vor dem Hintergrund der Tatsache, dass stattdessen ein äußerer farbiger Holzkasten vom Stiftskapitel zum Schutz des Marienschreins in Auftrag gegeben worden war; dieser war seinerseits durch ein Schloss gesichert, zu dessen Öffnung in Abwesenheit des Magistrats der Eisenschmied eigenmächtig vom Kapitel ausgewählt wurde. Dieses Recht wurde später dem Kapitel zugesprochen und auch die Schlüsselübergabe nach bereits vorhandener Gewohnheit dahingehend festgelegt, dass die Räute, sprich der Schlüsselgriff, dem Stiftskapitel und der Bart der Stadtverwaltung zu übergeben sei.
Als dies im Jahre 1678 unterblieben war, griff die Stadt zu einem drastischen Mittel, welches sie später nochmals anwandte: Sie ließ den Paubach, die Wasserzufuhr der Stiftsbewohner, umleiten und kappte die Kohlezufuhr, sodass für den Winter ernster Notstand durch Mangel an Heizmaterial drohte. Dies zeigt, welche Bedeutung in damaliger Zeit einem so symbolischen Akt wie der Schlüsselteilung und -übergabe zukam, sofern hiermit die Geltung staatlichen Einflusses in Angelegenheiten der Kirche in Rede stand.
Infolgedessen kam es im Juni 1680 schließlich doch vorerst zu einer Einigung im Aachener Jesuitenkollegium, u. a. auch über die gültige Form der Schlüsselübergabe. Doch schon bald stand beiden Seiten erneuter Streit ins Haus, was im Jahre 1759 zu einer Klage seitens der Stadt an das Reichskammergericht und einem Mandat Kaiser Franz’ I. führte, nach dem die Bürgermeister das Recht in Anspruch nehmen sollten, dem Goldschmied den Eid auf dem Rathaus abzunehmen. Wiederum wurde neben der Verweigerung des Zugangs zu den Heiligtümern – das Stiftskapitel hatte 1748 hierzu sogar eine Schwadron Jülicher Soldaten beordert, deren Einsatz nur durch die Vermittlung des am Aachener Friedenskongress teilnehmenden Wenzel Anton Graf von Kaunitz-Rietberg verhindert werden konnte – auch die rechtmäßige Form der Schlüsselübergabe problematisiert, da sich das Stiftskapitel zwischenzeitlich angewöhnt hatte, immer wieder seiner Verachtung gegenüber der Inanspruchnahme des Mitaufbewahrungsrechts durch die Stadtvertreter in despektierlicher Manier durch ein Hinwerfen des Schlüsselbarts Ausdruck zu verleihen. Letztlich führte diese wiederholte Zuspitzung des Konflikts zu einer erneuten Kappung der Wasser- und Kohleversorgung sowie zudem zur Aberkennung des Bürger- und Handwerksrechts des den Eid vor der weltlichen Obrigkeit verweigernden Stiftsgoldschmieds.
Einen späteren Streitpunkt war der erhebliche Platzmangel in der Münsterkirche. Im Jahre 1909 wurde der Stadt erstmals ein Mitspracherecht in Bezug auf die Platzierung ihrer Vertreter während der Heiligtumsfahrt zugestanden.
Am 14. August 1915 und am 18. Juni 1922 wurden die aus Sicherheitsgründen dem Marienschrein entnommenen Heiligtümer jeweils in Gegenwart einer städtischen Sonderdelegation (einmal unter strengster Geheimhaltung ob der Bedrohungen des Ersten Weltkriegs, das zweite Mal – nach der Unterbringung des gesamten Stiftsschatzes in Paderborn – dagegen in feierlicher Form) zurückverlagert.
1937 verzichtete die nationalsozialistische Stadtvertretung auf die Wahrnehmung des Kustodienrechts während der Heiligtumsfahrt.
An ihr nahmen über 800.000 Menschen teil; dies wurde als stiller Protest gegen das NS-Regime wahrgenommen. Am Palmsonntag 1937 hatte Papst Pius XI. das Rundschreiben Mit brennender Sorge zur Lage der katholischen Kirche im Deutschen Reich von allen Kanzeln verlesen lassen.
Während der „Kleinen Heiligtumsfahrt“ (19. bis 22. Juli 1945) nahm Dompropst Dr. Hermann Müssener an, die althergebrachte Rechtslage habe sich durch den Verzicht auf die Wahrnehmung des Kustodienrechts bei der Heiligtumsfahrt 1937 geändert. Der damalige Oberbürgermeister Wilhelm Rombach sprach mit Müssener; die Rechte an der Aufbewahrung der Aachener Tuchreliquien gelten weiterhin wie vor 1937.

## Geschichte der Heiligtumsfahrt

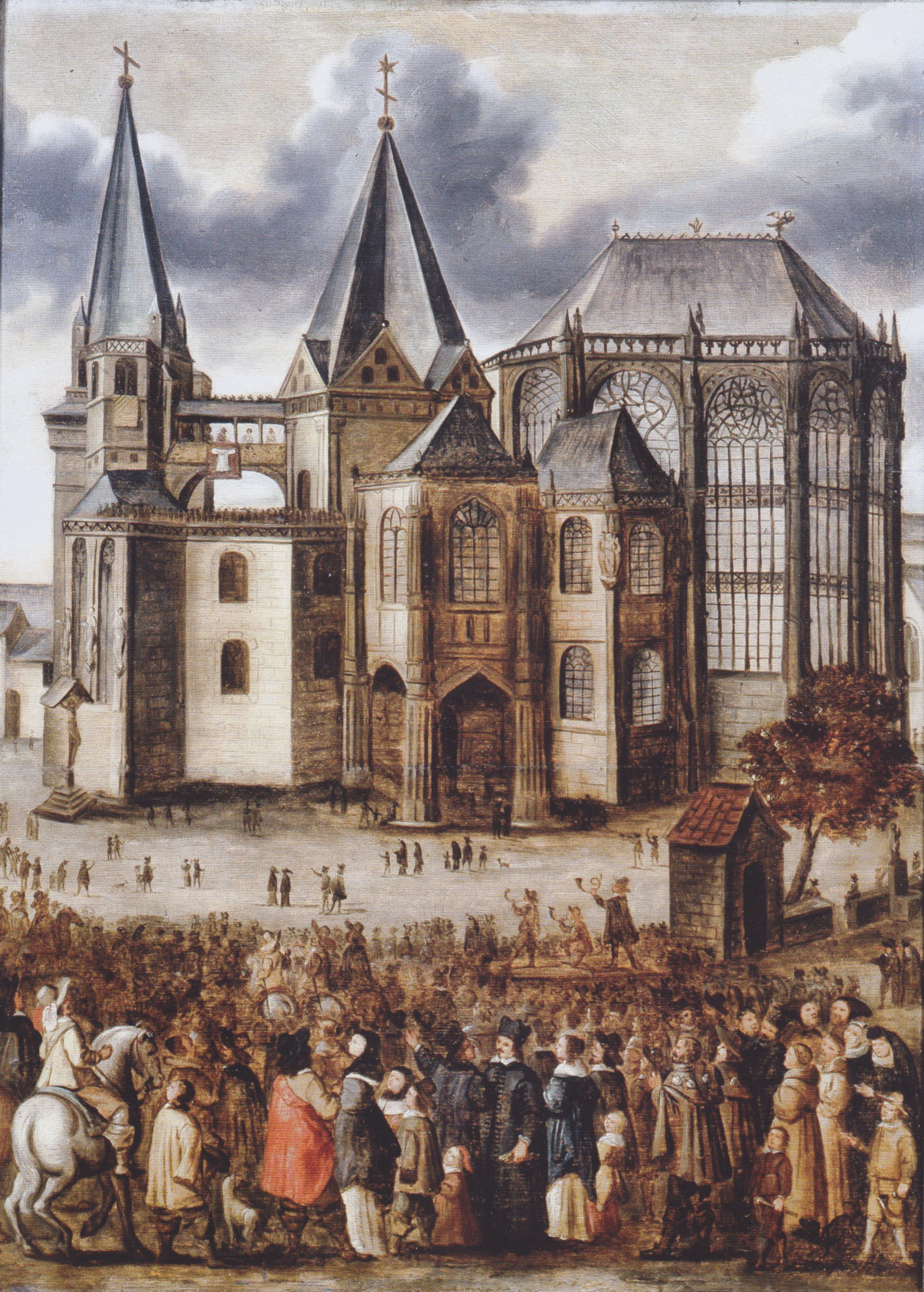
Heiligtumsfahrt 1622

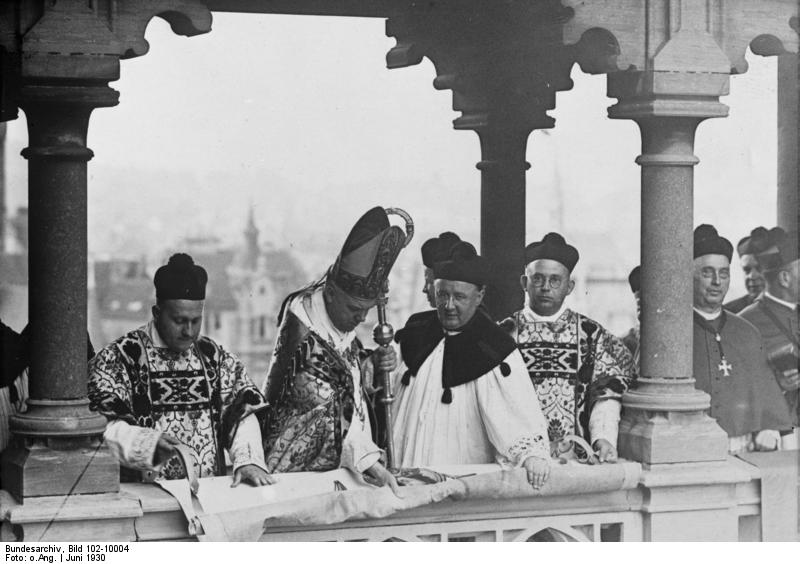
Heiltumsweisung unter Joseph Heinrich Peter Vogt, dem ersten Bischof von Aachen, im Rahmen der Heiligtumsfahrt 1930

Schon zu Zeiten Karls des Großen zog der Reliquienschatz zahlreiche Pilger an, vor allem zum Kirchweihfest am 17. Juli, das mit einem Ablass verbunden war. Die Heiligsprechung Karls im Jahr 1165 und die Anfertigung des Karls- und Marienschreins Anfang des 13. Jahrhunderts ließen die Bedeutung der Aachenfahrt weiter ansteigen.
Vermutlich seit dem Jahr 1239, in der Regentschaftszeit Kaiser Friedrichs II., wurde die Wallfahrt zu den Aachener Heiligtümern als Heiligtumsfahrt bezeichnet. Seit 1322 lässt sich die Zeigung der Reliquien von den Turmgalerien des Aachener Münsters nachweisen. Dieser Brauch der Heiltumsweisung hat sich bis in unsere Zeit erhalten. Der siebenjährliche Turnus wurde 1349 auch unter dem Einfluss der verheerenden Pestepidemie in Europa eingeführt; vorher fand die Pilgerfahrt in unregelmäßigen Abständen von ein bis fünf Jahren statt.
Die Attraktivität der Aachener Heiligtumsfahrt bei den Pilgern im Mittelalter begründet sich auch auf die Erwartung des vollkommenen, sündentilgenden Ablasses, der anlässlich der Heiligtumsfahrt gewährt wurde. Ein für Aachen spezieller Brauch war das so genannte Ausblasen der Freiheit: Während der Heiligtumsfahrt ruhte die Gerichtsbarkeit in Aachen und Personen, die aufgrund geringerer Vergehen aus der Stadt verbannt waren, durften die Stadt betreten ohne Verfolgung oder Ausweisung fürchten zu müssen.:28f.
Die Zahl Sieben wurde wohl in Anlehnung an das biblische Sabbatjahr (Ex 23,11 , Dtn 15,1-11 ) und auch mit Bezug auf die Anzahl aller Aachener Heiligtümer, sprich der vier „großen“ und drei „kleinen“ Reliquien, gewählt, in dem ein Ausgleich von Schuld gegenüber dem Mitmenschen und vor allem gegenüber Gott erlangt wird.:26f. Sie findet sich jedoch auch mit Bezug auf die sieben Schöpfungstage (Gen 2,2 ) oder auch die sieben Weltwunder als Chiffre für Fülle, Ganzheit, Vollkommenheit, ferner in den sieben Werken der Barmherzigkeit, sieben Sakramenten, den sieben Pilgerkirchen in Rom und zahlreichen Anspielungen der Offenbarung des Johannes. Sieben ist die Zahl Mariens, der im Zusammenhang mit der Geburt Jesu sieben Schmerzen und sieben Freuden zugeschrieben werden (Jesaia Kapitel 7: Jes 7,14 ).:181 Der Marienkäfer hat so seinen Namen erhalten, weil er auf dem Rücken sieben Punkte trägt.:181 Zudem wurde als Eröffnungstag der 16. Juli gewählt, der Tag der sieben Brüder im siebten Monat des Jahres. Auch dauerte die Heiligtumsfahrt zwei mal sieben Tage und die Heiligtümer wurden an sieben Stellen des Doms gezeigt.
Im 14. und 15. Jahrhundert entwickelte sich Aachen durch die Heiligtumsfahrt zum wichtigsten deutschen Wallfahrtsort und die Pilgerreise nach Aachen wurde neben denen nach Santiago de Compostela und Rom zu einer der drei bedeutendsten abendländischen Wallfahrten. Mit der Einbeziehung der Stifte Kornelimünster, Burtscheid, Düren, Trier und St. Adalbert Aachen wurden die Pilgerfahrten überdies zu einem außergewöhnlichen und wichtigen wirtschaftlichen Ereignis. Schon zu dieser Zeit sollen sich über 100.000 Pilger zur Heiligtumsfahrt in Aachen eingefunden haben.
Durch die Reformation ging die Bedeutung der Aachenfahrt zwar zurück, doch schon Anfang des 17. Jahrhunderts fand eine erneute Belebung durch die Gegenreformation statt. Im Zeitalter der Aufklärung wurde in Aachen keine Heiligtumsfahrt durchgeführt: Kaiser Joseph II. verbot sie im Jahr 1776. Als 1794 die französischen Revolutionstruppen näher rückten, wurden die Aachener Heiligtümer nach Paderborn in Sicherheit gebracht. Mit ihrer Rückkehr im Jahr 1804 wurde die Tradition der Aachenfahrt wieder eingeführt.
1937 warnte die NS-Presse vor der Teilnahme an der Heiligtumsfahrt: „Wer am 27. Mai mit der sogenannten Prozession, die heute nichts anderes ist als eine Demonstration gegen das Dritte Reich, marschiert, stellt sich bewußt in die Reihe der Separatisten, der Kinderschänder, der Meineidigen, der Landesverräter.“ Trotz solcher Störversuche kamen circa 800.000 Pilger nach Aachen. Die Heiligtumsfahrt dieses Jahres ging als „Wallfahrt des stummen Protests“ in die Geschichte ein.
Die Feierlichkeiten zur Heiligtumsfahrt 2014 standen unter dem Stern Karls des Großen. Die Veranstaltungen, die vom 20. bis 29. Juni 2014 stattfanden, wurden durch die Jubiläumsfeier zum 1200. Todestag des Kaisers umrahmt. In Anlehnung an Gen 12,1  („Zieh weg aus deinem Land […] in das Land, das ich dir zeigen werde“) lautete das Motto der Heiligtumsfahrt „Glaube in Bewegung“.
Die für das Jahr 2021 vorgesehene Heiligtumsfahrt Aachen unter dem Motto „Entdecke mich“ wurde wegen der Corona-Pandemie um zwei Jahre auf den 9. bis 19. Juni 2023 verschoben; an ihr nahmen rund 110.000 Pilger teil. Die nächste Heiligtumsfahrt soll vom 17. bis 25. Juni 2028 in Aachen und in Kornelimünster stattfinden, so dass der reguläre Rhythmus von sieben Jahren wieder aufgenommen wird.

### Aachhörner und Pilgerflaschen

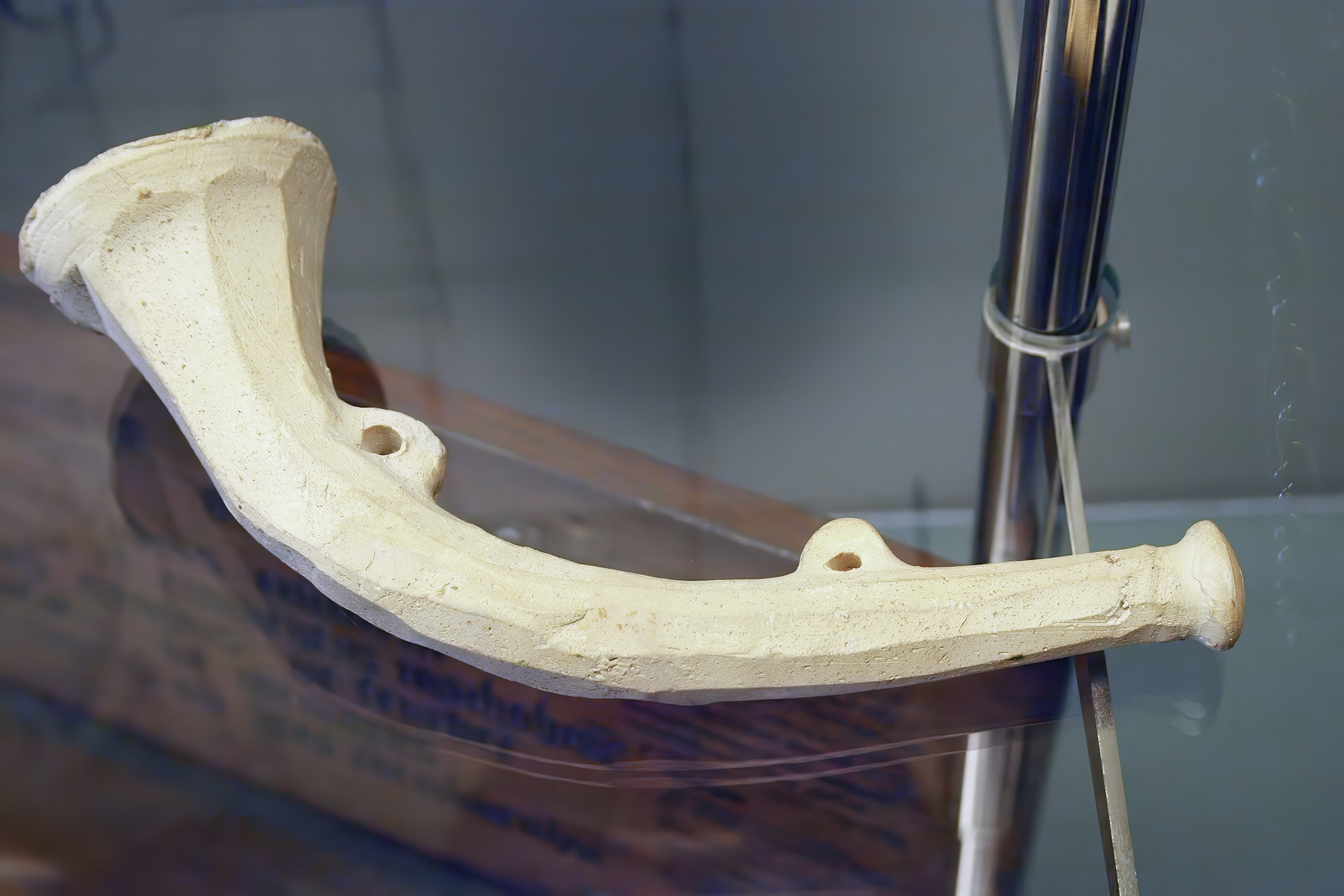
Aachhorn des 15. Jahrhunderts, aufgefunden in Köln

Während der Zeigung der Heiligtümer gerieten viele Pilger in Ekstase und riefen gemeinsam „Barmherzigkeit“ und „Erbarme Dich unser“. Dazu wurde in kleine, meist rot oder blau glasierte Tonhörner geblasen, die die Pilger als Massenware an kleinen Ständen in der Nähe der Aachener Marienkirche käuflich erwerben konnten. Die Pilger erhofften sich dadurch eine Übertragung der Kraft der Reliquien auf das Horn. Die leicht gebogenen, selten posthornähnlichen Hörner wurden in den rheinischen Töpfereizentren in Raeren und Langerwehe hergestellt. Die Hörner konnten nur einen einzigen Ton erzeugen, so dass das Spielen von Melodien nicht möglich war. Neben irdenen Tonhörnern wurden von wohlhabenden Pilgern auch Instrumente aus Kuh- oder Büffelhorn mitgeführt.
Die Aachhörner wurden von vielen Pilgern nach ihrer Segnung als Andenken an die Weisung mit in die Heimat genommen. In späterer Zeit verlor sich der Brauch allmählich. Im 19. Jahrhundert wurden die Pilgerhörner fast ausschließlich von Kindern geblasen. In Aachen zu Heiligtumsfahrten verkaufte Aachhörner fand man beispielsweise bei archäologischen Ausgrabungen in der Themse,:28f. in Greifswald oder in Bamberg.
Neben den Tonhörnern stellten die rheinischen Keramikmanufakturen für die Pilger auch flache Keramikflaschen mit Medaillons der Heiligtumsfahrt her.

### Pilger- und Spiegelzeichen

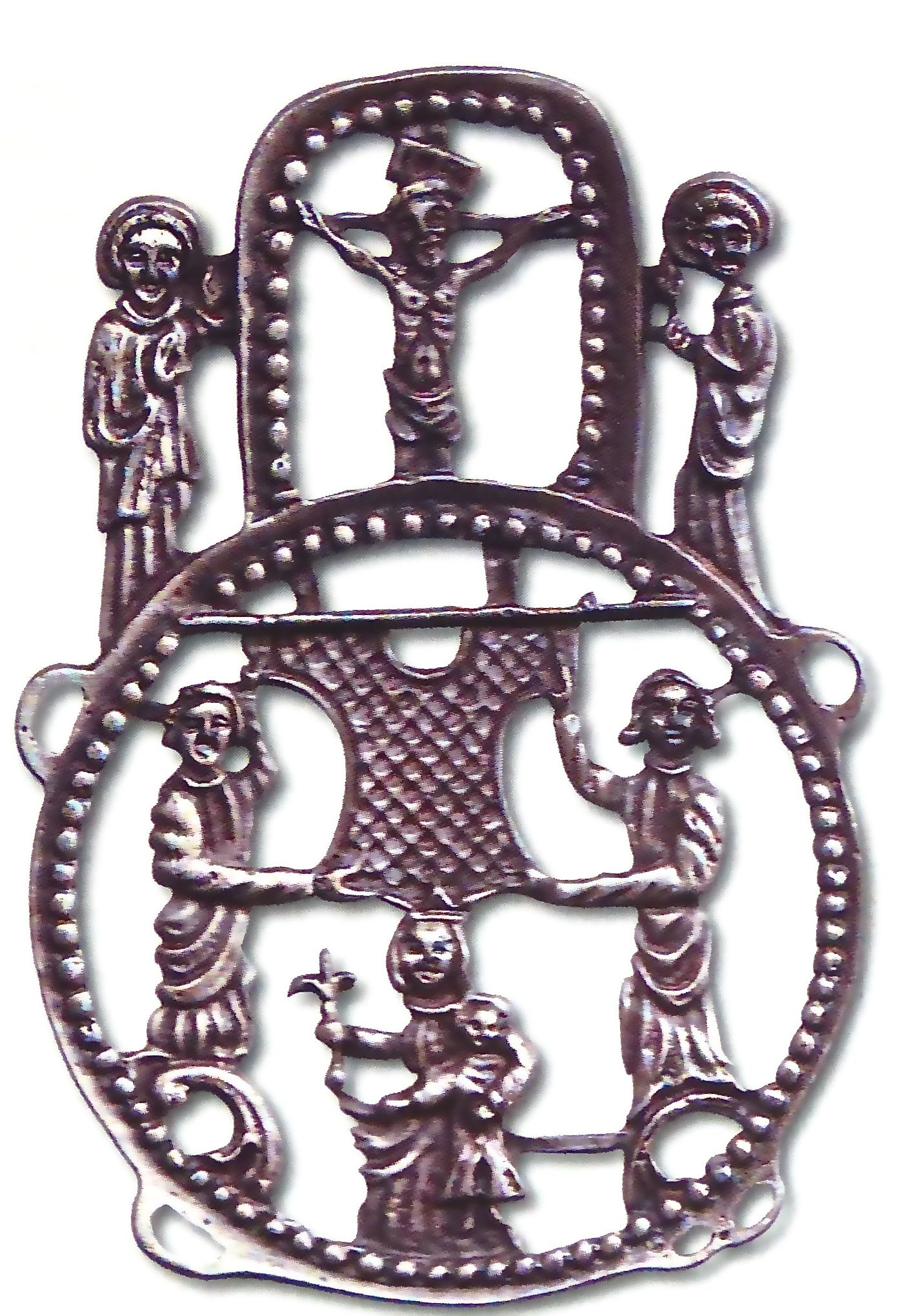
Aachener Pilgerzeichen um 1330 (Nachguss 1979) mit Ösen zur Befestigung an der Kleidung
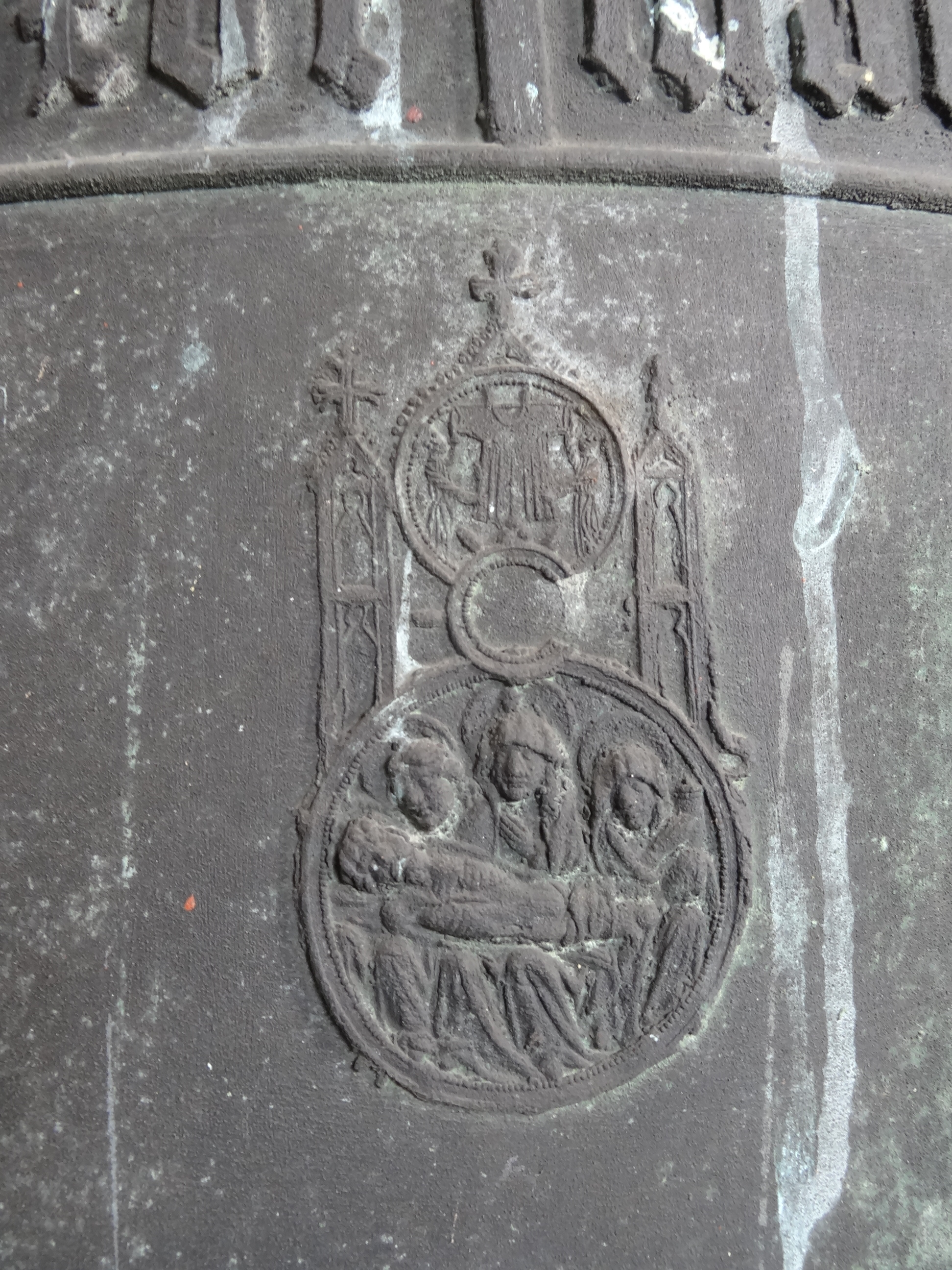
Aachener Pilgerzeichen als Glockenschmuck der Marienglocke der Evangelischen Kirche in Großen-Linden (1476 gegossen)

Devotionalien in Form von Pilgerzeichen wurden seit dem 12. Jahrhundert als sichtbares Zeichen für die Teilnahme an der Heiligtumsfahrt als Massenware an die Pilger verkauft. Die kleinen, dünnen Flachguss-Plaketten wurden aus leicht schmelzbaren Metallen hergestellt und sind heute aufgrund ihrer Zerbrechlichkeit nur noch vereinzelt erhalten.:64 Ab etwa 1300 bis ins späte 14. Jahrhundert wurden die Pilgerzeichen als Blei-Zinn-Gitterguss hergestellt. In einem filigranen Rahmen wurden zumeist das zu verehrende Heiligtum, Kleriker, Engel und die in Aachen verehrten Heiligen dargestellt. Ab 1350 wurden an den Rahmen der Aachener Pilgerzeichen meist vier kleine Haken angebracht, die zur Aufnahme einer Plakette, später auch eines Spiegels dienten. Nachdem die Heiligtümer nicht mehr berührt werden konnten, sondern von der Turmgalerie gezeigt wurden, bediente man sich der Konvexspiegel, um die „Kraft“ und „Strahlung“ der Heiligtümer auch aus der Ferne einfangen zu können.:8f. Erste Spiegel wurden auf der Heiligtumsfahrt 1440 eingesetzt. Aufgrund der hohen Stückzahlen – bis zu 100.000 Pilgerzeichen wurden für die mittelalterlichen Heiligtumsfahrten benötigt – konnte die Herstellung nicht mehr ausschließlich von lokalen Handwerkern geleistet werden. So wurde 1438 Johannes Gutenberg aus Straßburg die Gründung einer Gütergemeinschaft zur Herstellung der Aachener Devotionalien von der Aachener Obrigkeit gestattet. Um die Massenproduktion zu gewährleisten, wurden von Goldschmieden und Stempelschneidern Hohlformen in Speckstein oder Schiefer geschnitten, die dann mit den Metalllegierungen ausgegossen wurden. Im 15. Jahrhundert wurden vermehrt dreikreisige Pilgerzeichen hergestellt, in deren Mitte das Spiegelchen platziert wurde, das im 16. Jahrhundert häufig durch das Aachener Stadtwappen ersetzt wurde.
Nur wenige von den Pilgerzeichen sind aufgrund der Zerbrechlichkeit erhalten. In Aachen selbst wurde lediglich bei Ausgrabungen in der Ursulinerstraße 5 ein Pilgerzeichen gefunden, das allerdings ebenfalls heute verschollen ist. Zahlreiche Pilgerzeichen aus dem 14. und 15. Jahrhundert wurden auf dem Gebiet der heutigen Niederlande (Nieuwland, Dordrecht, Zutphen) gefunden, jedoch sind auch Funde von Aachener Pilgerzeichen auf der Burg Hohenbaden und dem Kloster Alvastra (Schweden) bekannt. Ab 1450 sind Aachener Pilgerzeichen in rechteckigen Rahmen bekannt, ab 1475 dominierten Anhänger und Medaillons mit der Darstellung der Heiligtümer.
Die gelegentlich seitlich angebrachten Ösen an den Pilger- und Spiegelzeichen dienten zur Befestigung der Devotionalien am Gepäck oder an der Kleidung und sollten so ein sichtbares Zeichen für die Teilnahme an der Wallfahrt darstellen. In der Regel ermöglichte das Pilgerzeichen die kostenlose Unterkunft und Verpflegung in Herbergen auf der Reise. Dies war schließlich auch der Grund, warum Pilgerzeichen massenhaft gefälscht wurden. Der „rechtsgültige“ Nachweis, Teilnehmer einer Wallfahrt zu sein, war aber nicht das Pilgerzeichen, sondern der in Aachen ausgestellte Wallfahrtszettel.:64
Die meisten bildlichen Überlieferungen von Pilger- und Spiegelzeichen sind als Schmuck von Glocken erhalten. So sind über 90 Glocken bekannt,:64 die mit den filigranen Plaketten verziert wurden. Die Glocke mit dem ältesten Pilgerzeichen wurde in Heiligenstadt entdeckt; in ihr wurde ein Spiegelzeichen aus dem Jahr 1370 verarbeitet.
Neben der Verzierung der Glocken durch die Pilgerzeichen hatte die Verarbeitung vor allem eine tief religiöse Ursache. So ging man davon aus, dass sich die segensspendende Wirkung der Reliquie (Reliquie représentative), die mit dem Spiegel eingefangen wurde, durch den Glockenguss auch auf die Glocke übertragen hatte und bei jedem Läuten sich der Segen auf diejenigen übertrug, die den Glockenklang vernahmen.

### Seidenkarten und Andenkenbildchen

Andenkenkarte zur Heiligtumsfahrt 1909
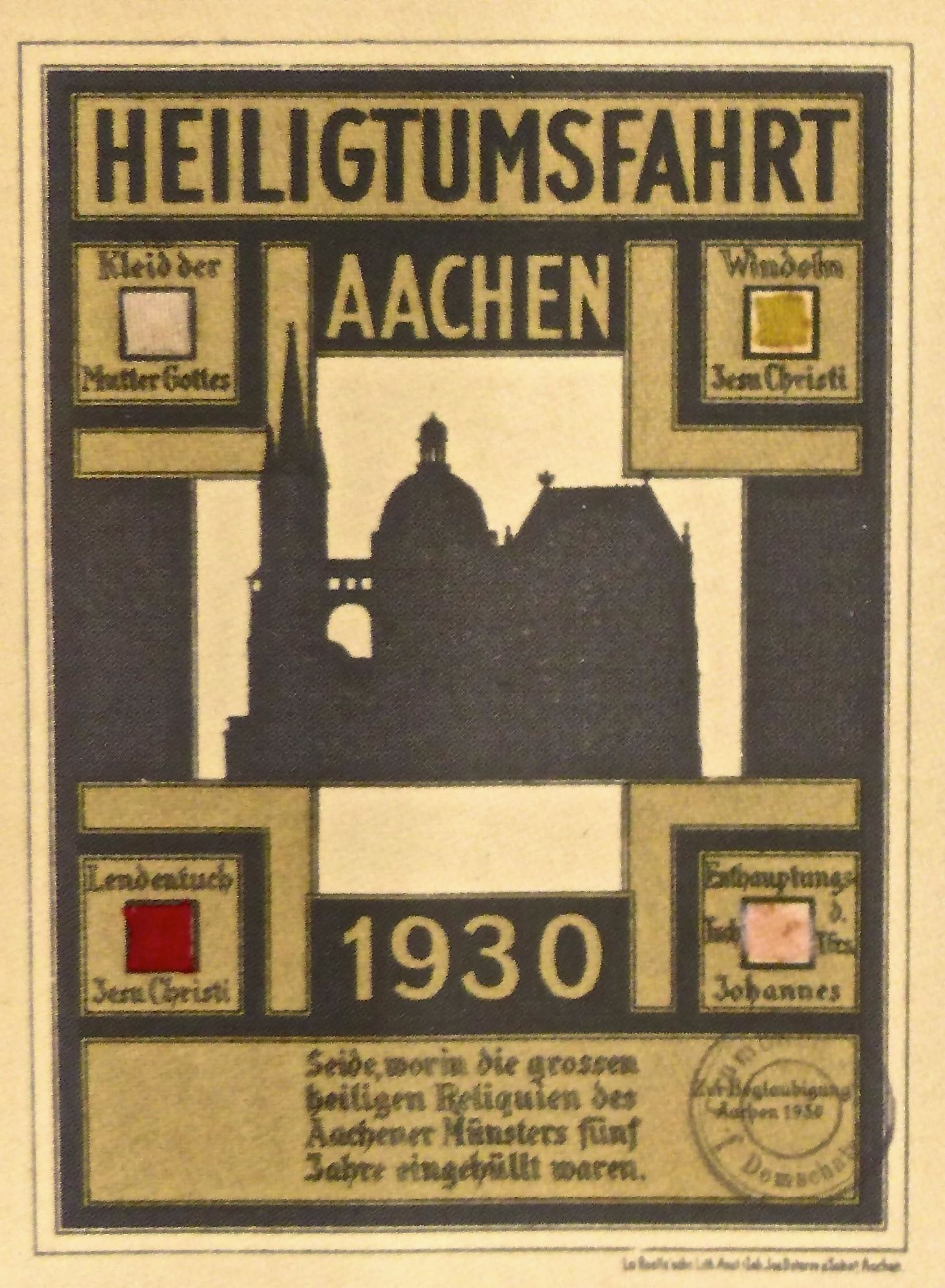
Seidenkarte aus dem Jahr 1930
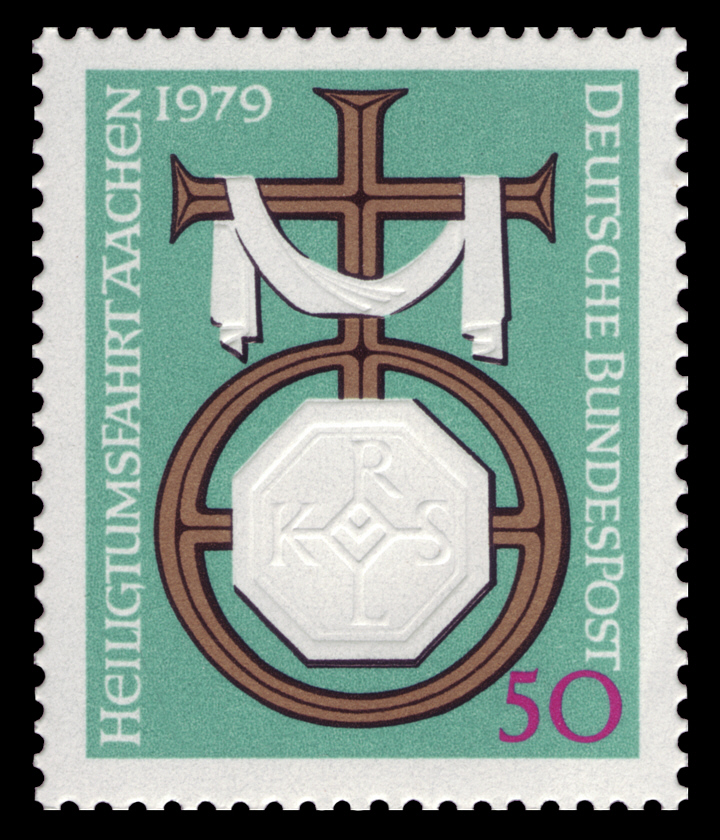
Sonderbriefmarke der Deutschen Bundespost von 1979

Ein besonderes Andenken an die Aachener Heiligtumsfahrt stellen seit dem 19. Jahrhundert die so genannten Seidenkarten dar.:66 Die der jeweiligen Reliquie zugeordneten farbigen Tücher, in denen die Heiligtümer im Marienschrein sieben Jahre aufbewahrt wurden, werden nach ihrer Entnahme in kleine Stückchen geschnitten, auf Karten geklebt und die Echtheit wurde vom Domschatzmeister beglaubigt. Für viele Pilger besaßen diese Karten einen besonderen Stellenwert, weil davon ausgegangen wurde, dass sich die Kraft der Heiligtümer durch Berührung auf die kleinen Stoffstreifen übertragen hatte.
Neben den Pilgerzeichen und Seidenkarten wurde seit dem Mittelalter in Aachen eine große Anzahl Andenken an die Heiligtumsfahrt produziert, die zunächst in kleinen Buden am Dom, später in der gesamten Stadt verkauft wurden.
Beliebt waren bei den Pilgern Andenkenkärtchen, Pilgerkerzen, Abzeichen und Anstecknadeln, ab Ende des 19. Jahrhunderts auch Fotoserien, die zu Ehren der Heiligtumsfahrt mit den Sehenswürdigkeiten Aachens herausgegeben wurden. In jüngster Zeit wurden bis zum heutigen Tag Pilgertücher ausgegeben, die von den Domschweizern mit der Reliquie in Berührung gebracht werden.